# Oud Eik en Duinen (Friedhof)

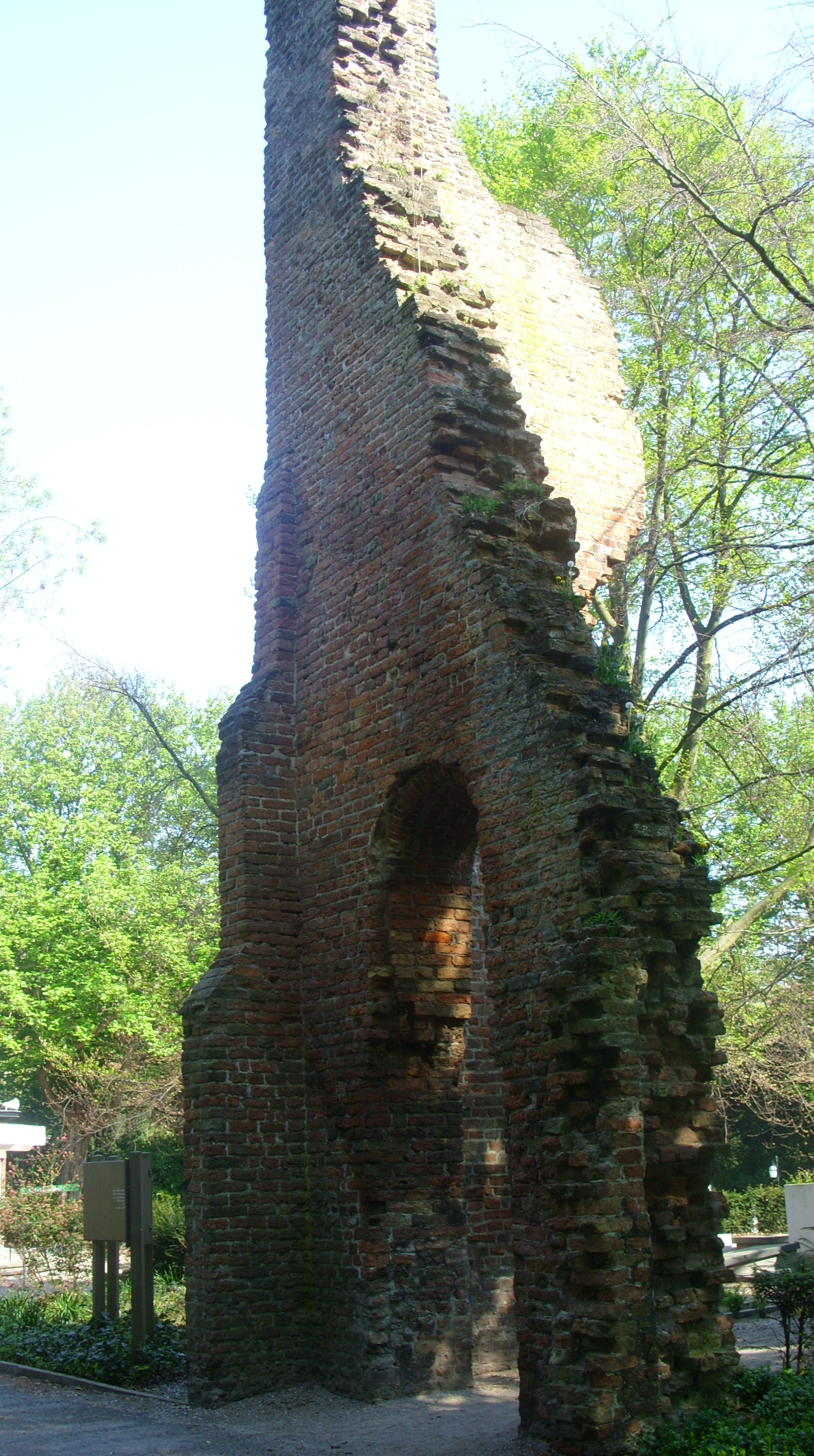
Turmruine einer Kapelle (15. Jahrhundert) auf dem Friedhof Oud Eik en Duinen

Der Oud Eik en Duinen (deutsch Alte Eichen und Dünen) ist ein Friedhof in Den Haag. Er liegt an beiden Seiten der Straße Laan van Eik en Duinen (deutsch Allee der Eichen und Dünen). Umschlossen wird er von den Straßen Mient und Oude Haagweg. Die mittelalterliche Kapellenruine auf dem Friedhof ist ein Rijksmonument unter der Nummer 17652.

## Geschichte
Um 1247 ließ der Graf Willem II van Holland eine Kapelle, genannt Eikenduinen, zum Andenken an seinen Vater Graf Floris IV. bauen. Die Kapelle wurde teilweise im Jahre 1581 abgebrochen, erhalten ist die Turmruine aus dem 15. Jahrhundert. Im 17. Jahrhundert wurde das Gebiet wieder als Friedhof verwendet.
Als deutlich wurde, dass (Alt) Eik en Duinen zu klein wurde, kam es im Jahr 1891 zur Erweiterung des Friedhofs unter dem Namen Nieuw Eykenduynen, wo unter anderem Willem Kloos bestattet ist. Am Rand des Friedhofs grenzen ein Streichelzoo und eine Kleingartenanlage.

## Bekannte Personen
Auf dem Friedhof sind viele bekannte Personen bestattet.

### A
- Peter van Anrooy (1879–1954), Komponist, Dirigent und Geiger
- Jan Apol (1874–1945), Maler
- Simone Arnoux (1915–2001), Ehegattin von Aschwin zur Lippe-Biesterfeld
- Tobias Asser (1838–1913), Jurist und Gewinner (gemeinsam mit Alfred Fried) des Friedensnobelpreises 1911

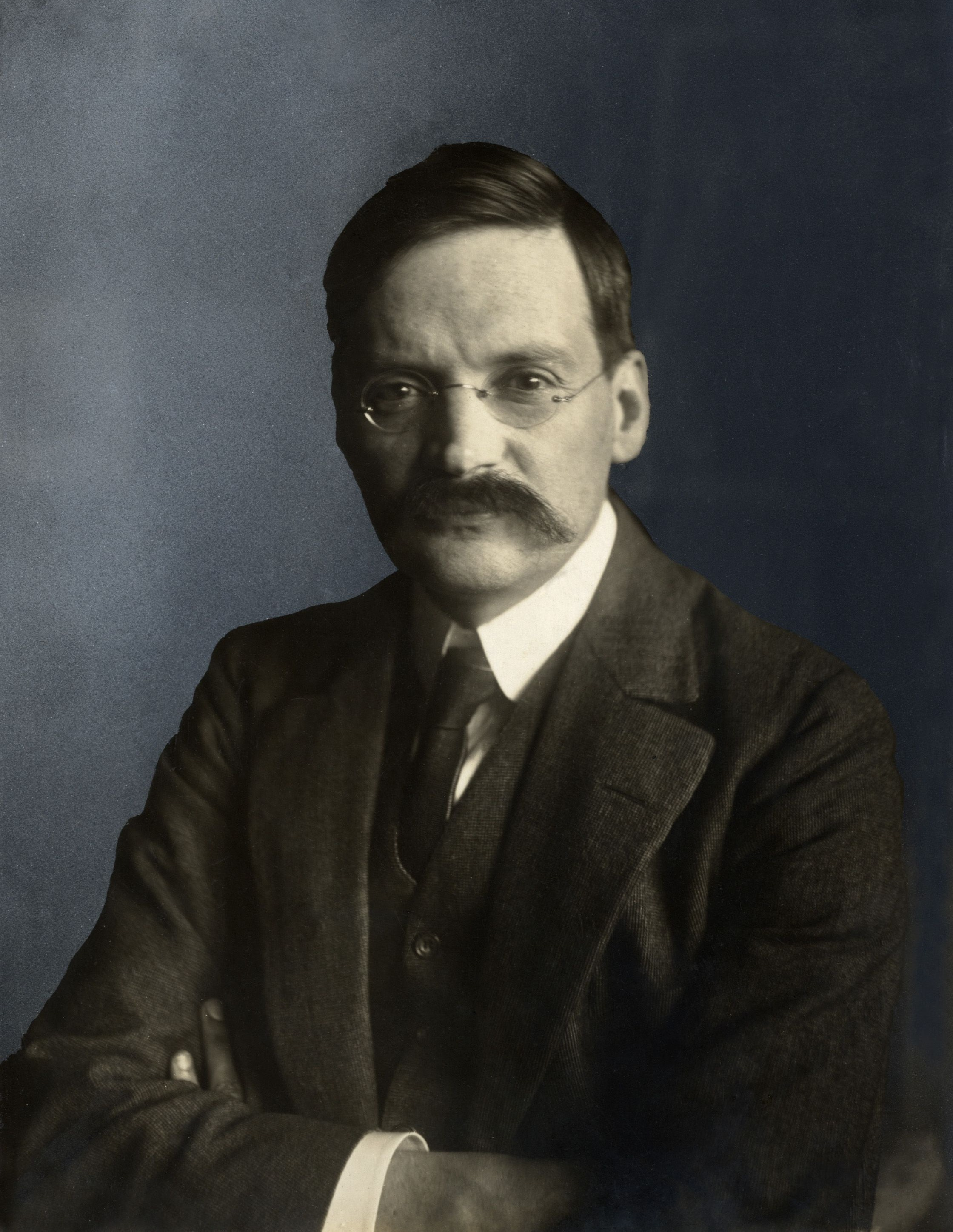
Peter van Anrooy
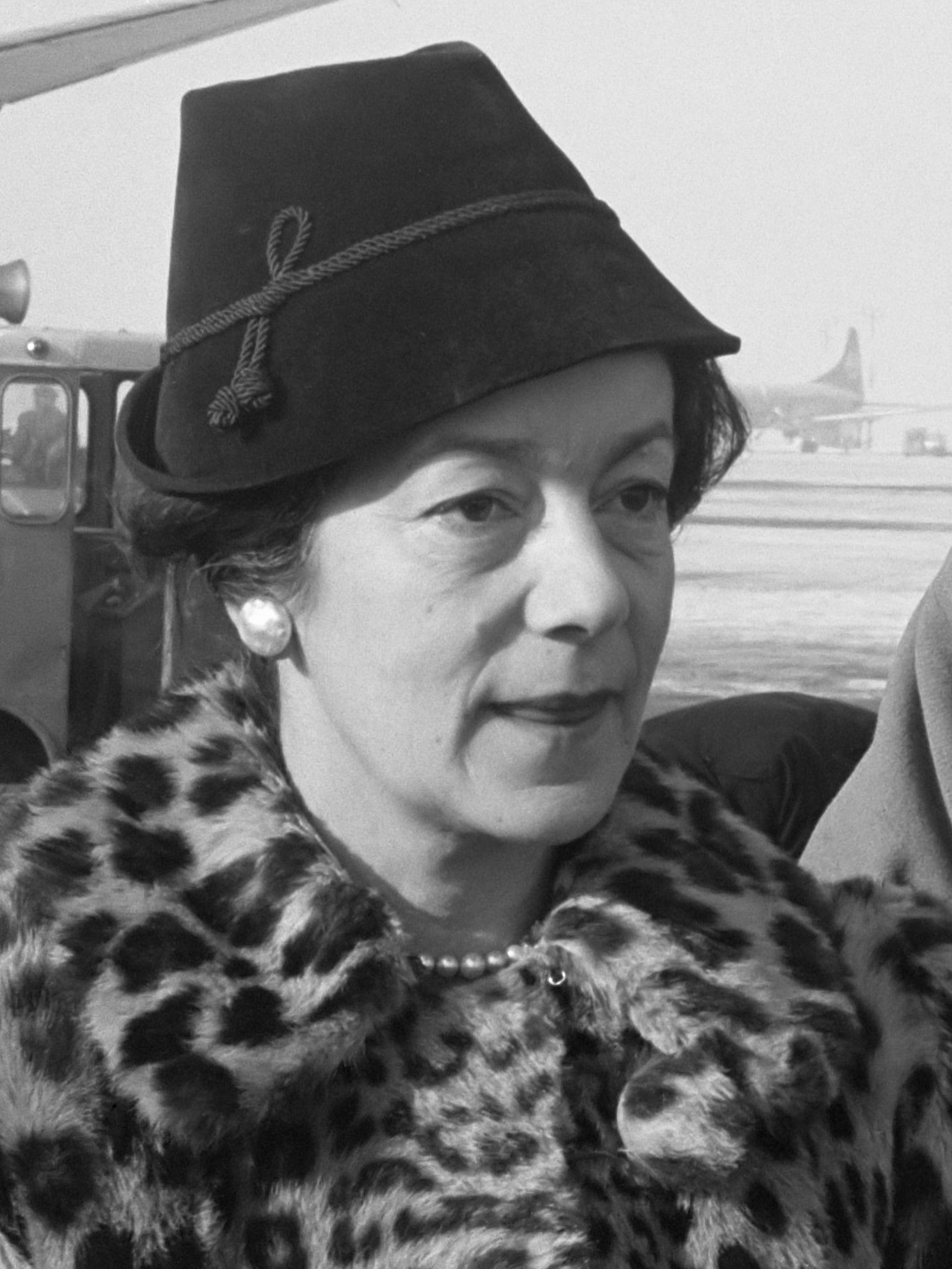
Simone Arnoux
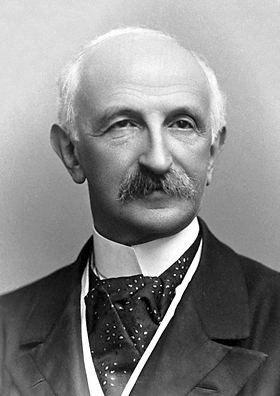
T.M.C. Asser

### B
- Reinier Cornelis Bakhuizen van den Brink (1810–1865), Schriftsteller und Archivar
- Daniel Johannes von Balluseck (1895–1976), Chefredakteur des Algemeen Handelsblad; Niederländischer Diplomat, Vorsitzender des UN-Sicherheitsrats
- Frans Beelaerts van Blokland (1872–1956), Diplomat und Politiker
- Diederik Jacobus den Beer Poortugael (1800–1879), Offizier, Dichter, Ritter des militärischen Willems-Ordens
- Samuel Johannes van den Bergh (1814–1868), Drogist, Dichter und Mitbegründer der Den Haager Gesellschaft „Oefening kweekt kennis“
- Eduard Willem Bischoff van Heemskerck (1850–1934), Oberst, Ritter des militärischen Willems-Ordens
- Willem Frederik Karel Bischoff van Heemskerck (1852–1915), Generalmajor
- Richard Bisschop (1849–1926), Maler und Zeichner. Ehegatte von Suze Robertson
- Sara Bisschop (1894–1992), Malerin und Tochter von Richard Bisschop und Suze Robertson
- Bernard Blommers (1845–1914), niederländischer Maler der Haager Schule
- Karel Bernard Boedijn (1893–1964), Botaniker
- Jo Boesman (1914–1976), Galionsfigur des Ballonsports
- Ferdinand Bordewijk (1884–1965), Jurist und Schriftsteller
- Johanna Bordewijk-Roepman (1892–1971), Komponistin, Ehegattin von F. Bordewijk
- Johan Jacob Boreel (1869–1934), Oberstleutnant, Ritter des militärischen Willems-Ordens
- Jan Willem Bosboom (1860–1928), Architekt
- Christiaan ten Bosch (1840–1924), Vizeadmiral
- Pieter Brijnen van Houten (1907–1991), Geheimagent
- Hermanus Brockmann (1871–1936), Ruderer
- Sara Katharina de Bronovo (1817–1887), Dozentin Pflegekunde und Gründerin und Leiterin Krankenhaus Bronovo in Den Haag
- Pieter Cornelis Boutens (1870–1943), Dichter und Altphilologe
- Menno ter Braak (1902–1940), Schriftsteller, Essayist, Kultur- und Literaturkritiker
- Louis Christiaan van den Brandeler (1855–1911), Generalmajor, Gouverneur der Koninklijke Militaire Academie
- Co Brandes (1884–1955), Architekt
- Johan van der Bruggen (1916–2001), niederländischer Pionier auf dem Gebiet des Budōs
- Klaas Buchly (1910–1965), Radrennfahrer

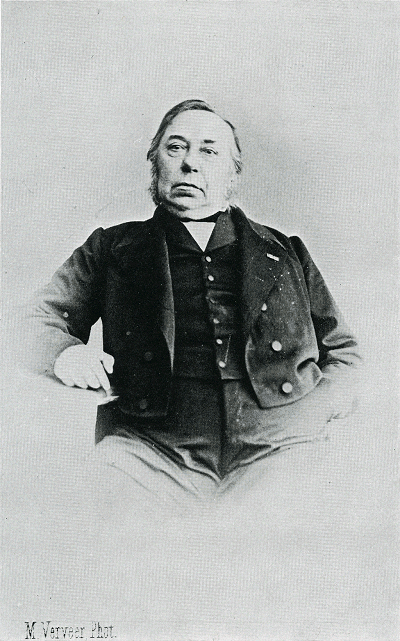
R.C. Bakhuizen van den Brink
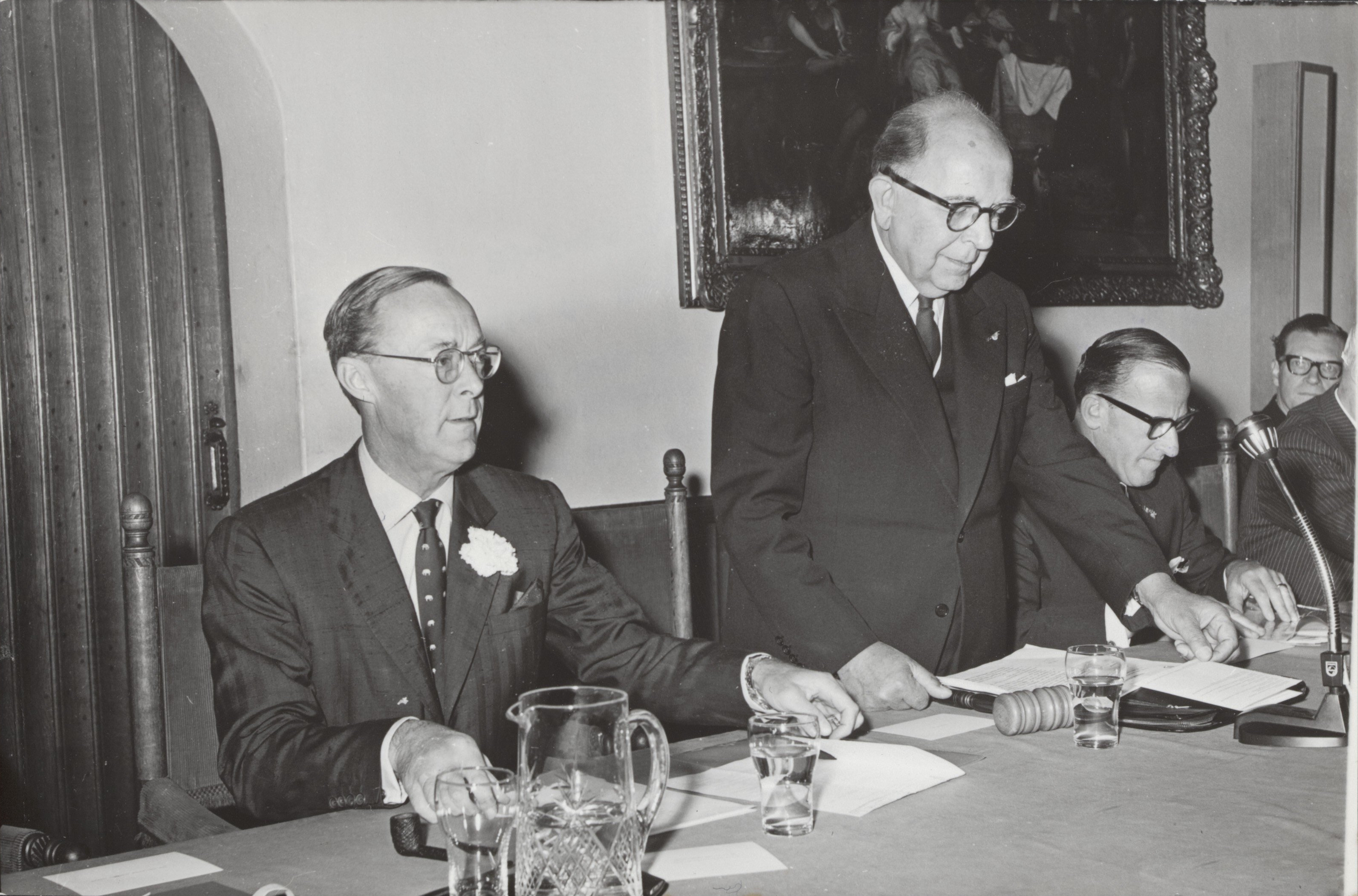
(midden) D.J. von Balluseck
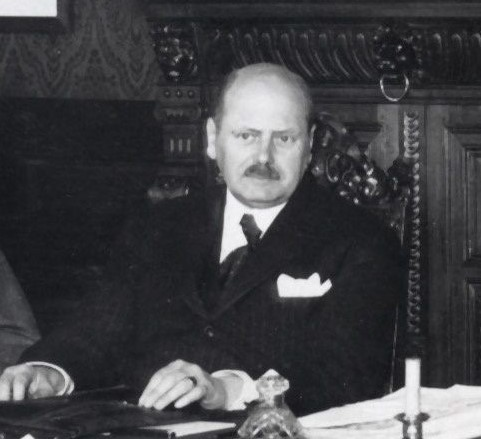
F. Beelaerts van Blokland
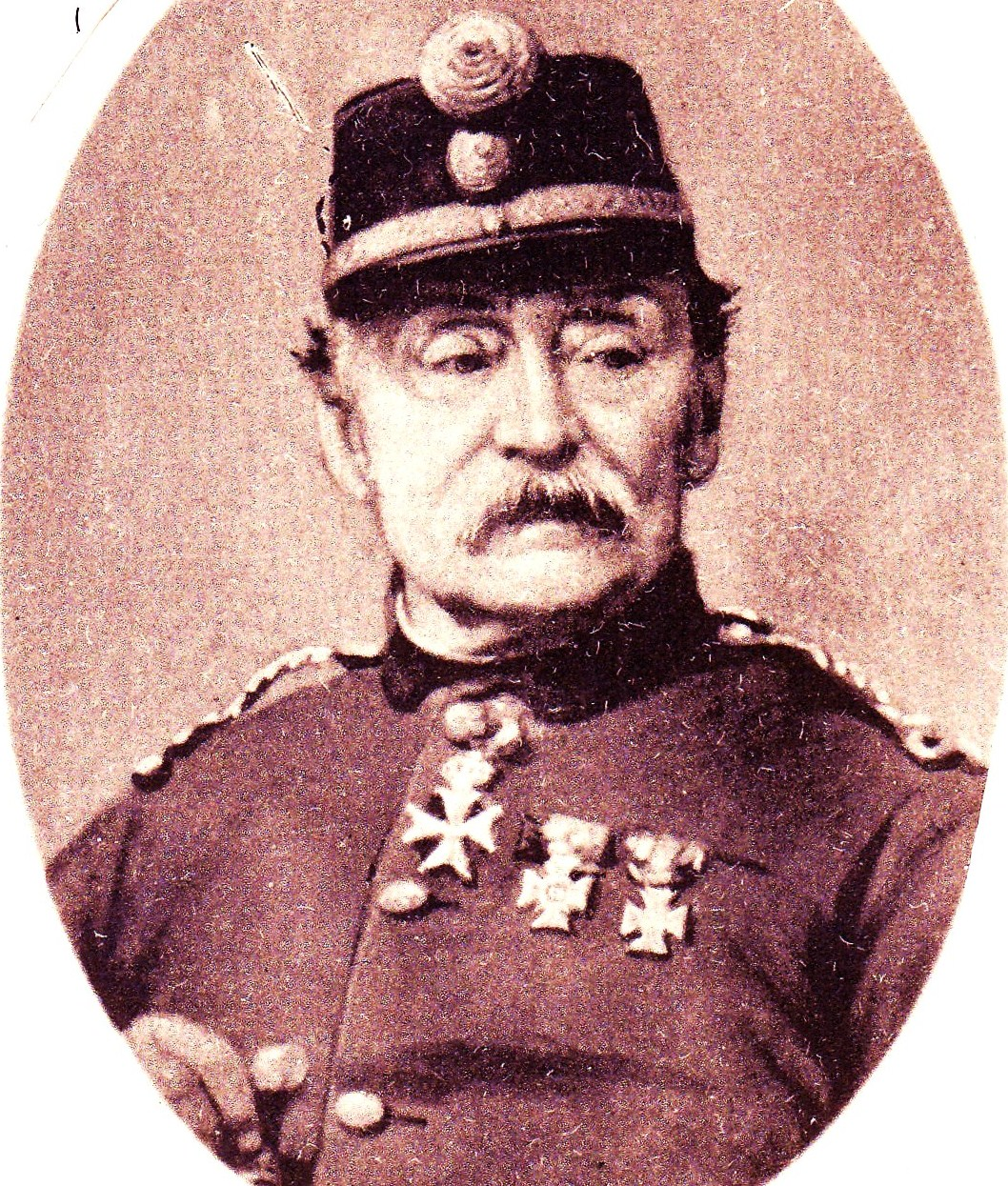
D.J. den Beer Poortugael
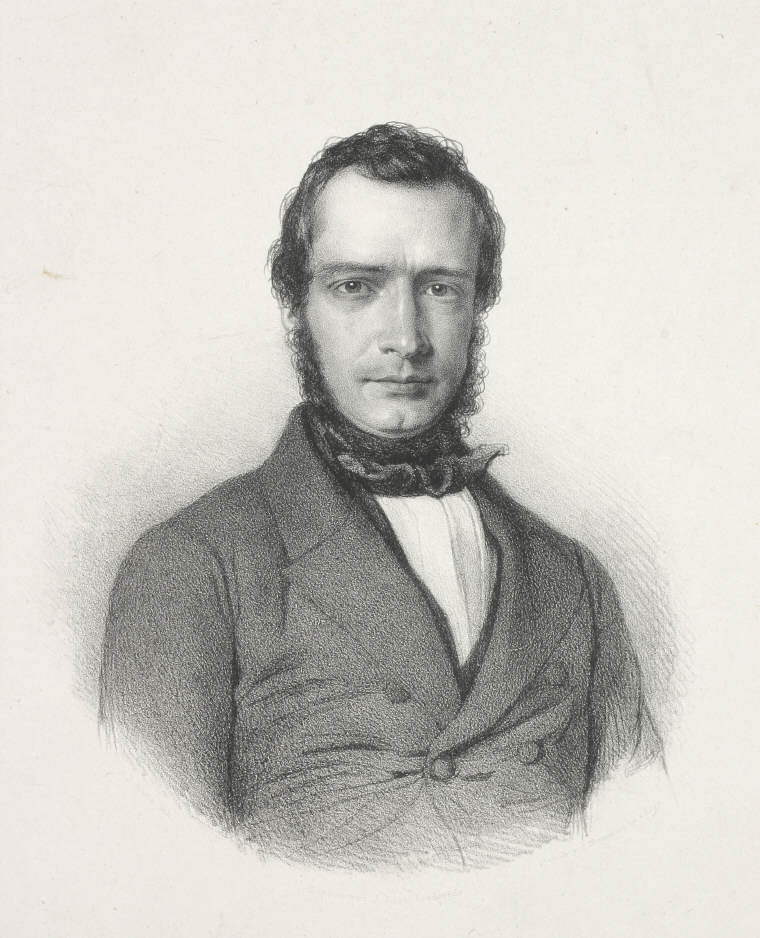
S.J. van den Bergh
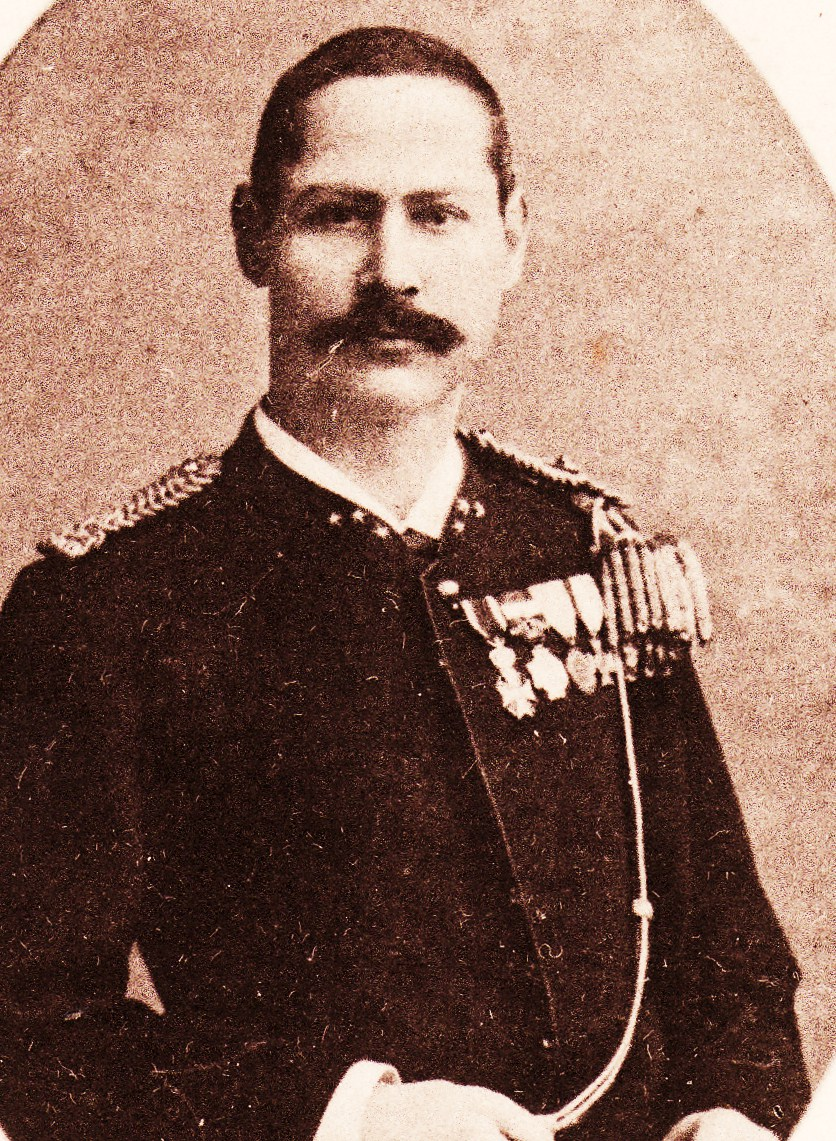
E.W. Bischoff van Heemskerck
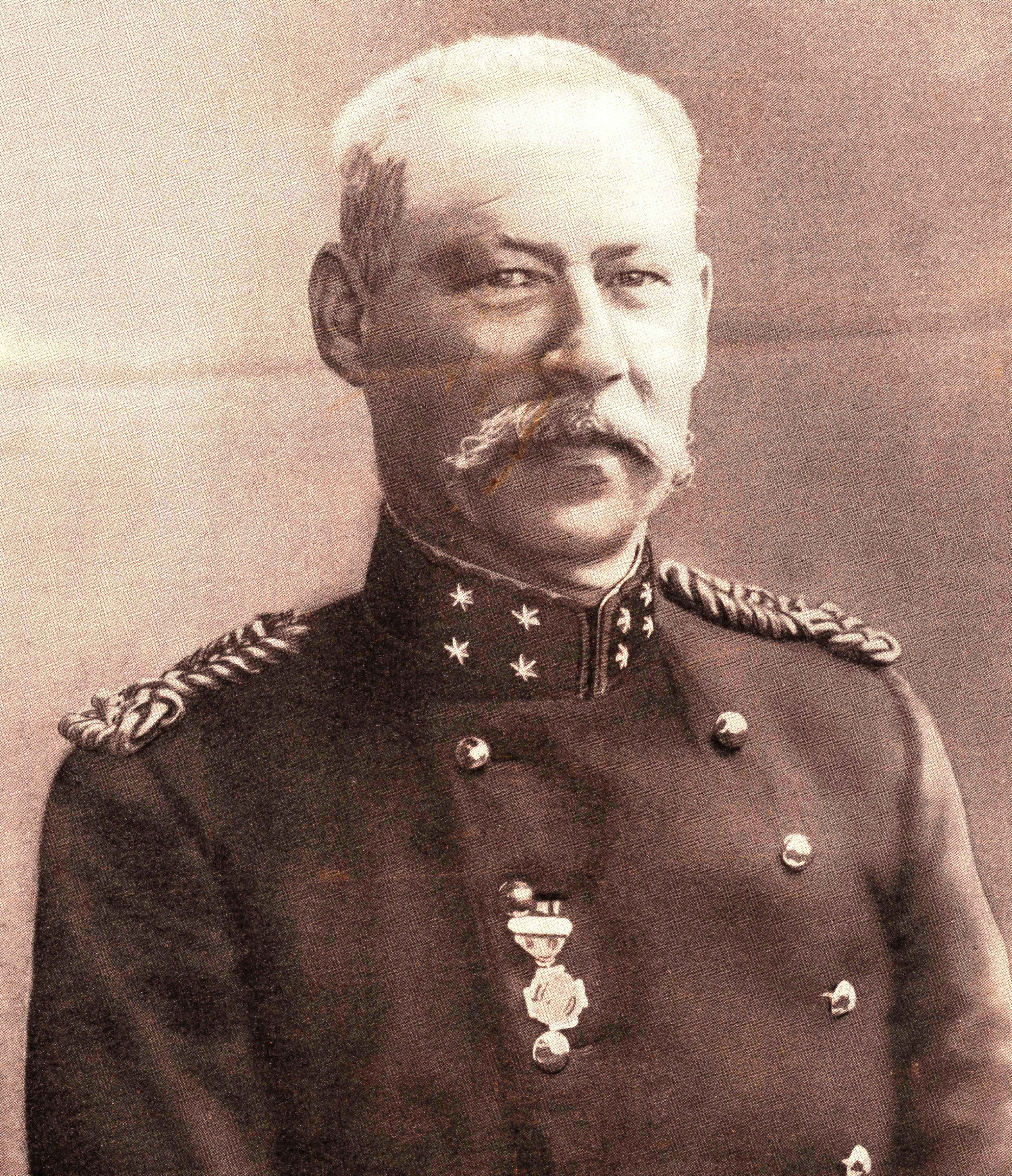
W.F.K. Bischoff van Heemskerck
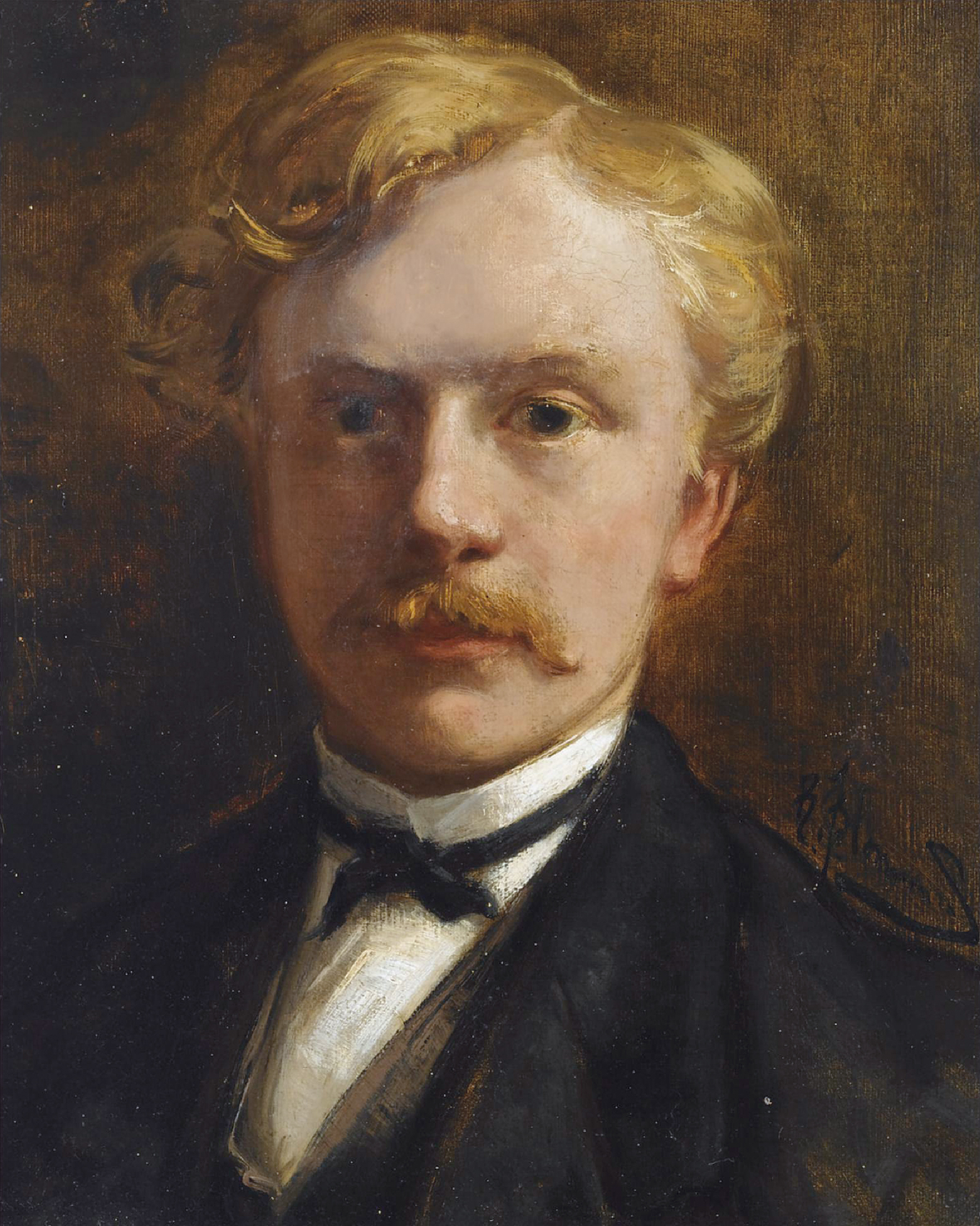
Bernardus Blommers
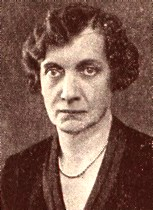
J.S.H. Bordewijk-Roepman
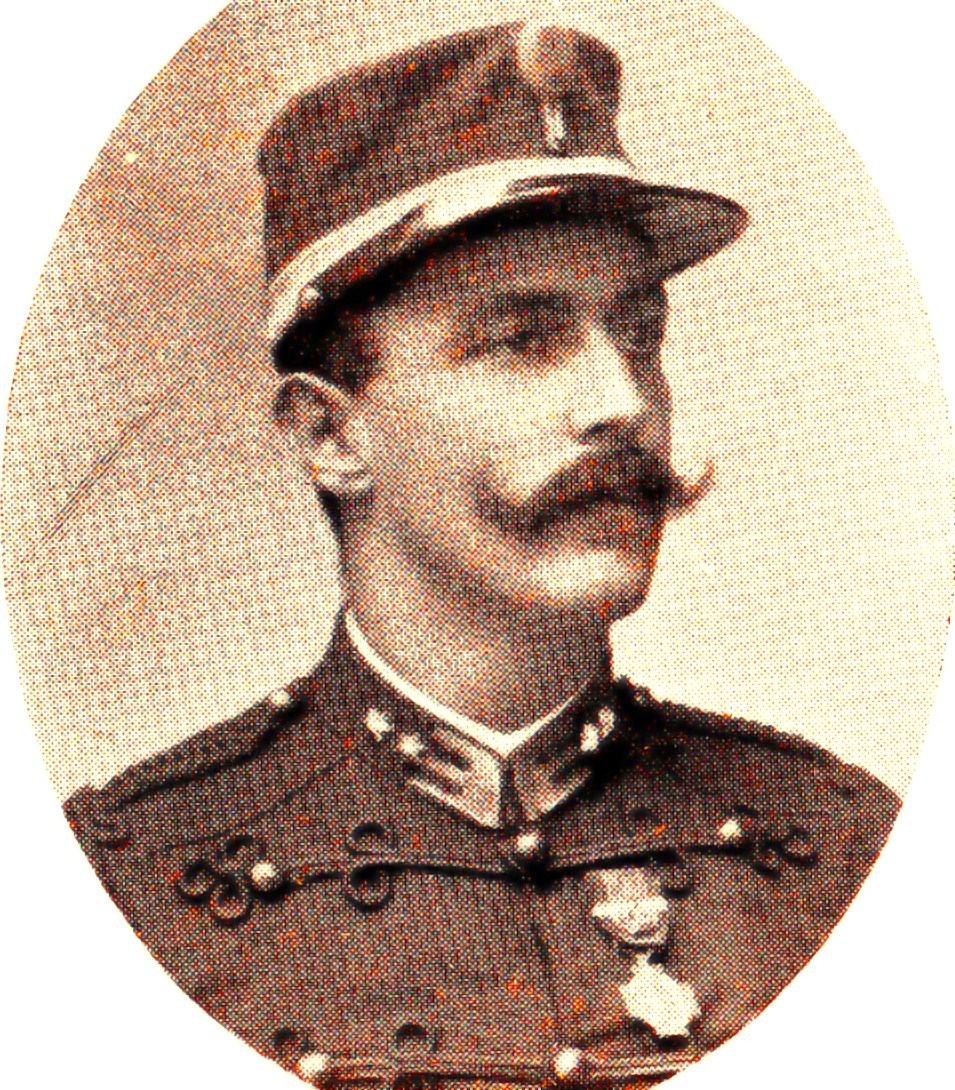
J.J. Boreel
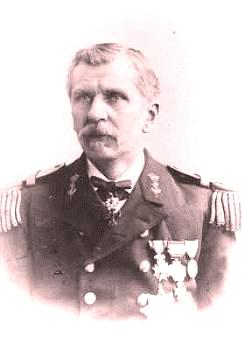
C. ten Bosch
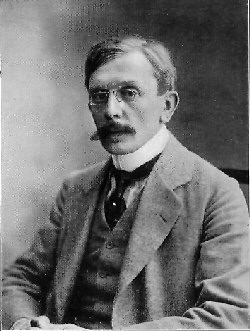
P.C. Boutens
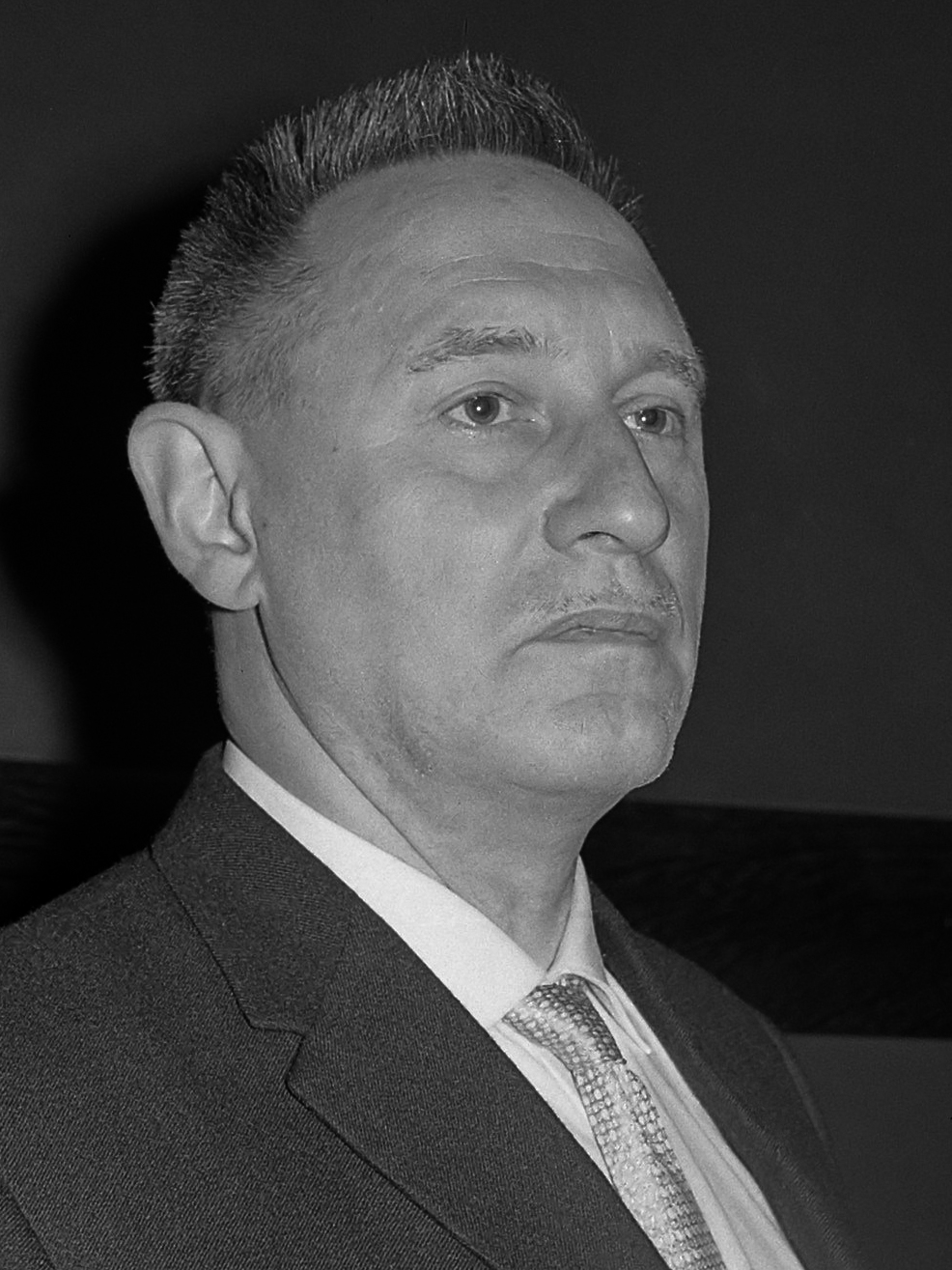
P. Brijnen van Houten
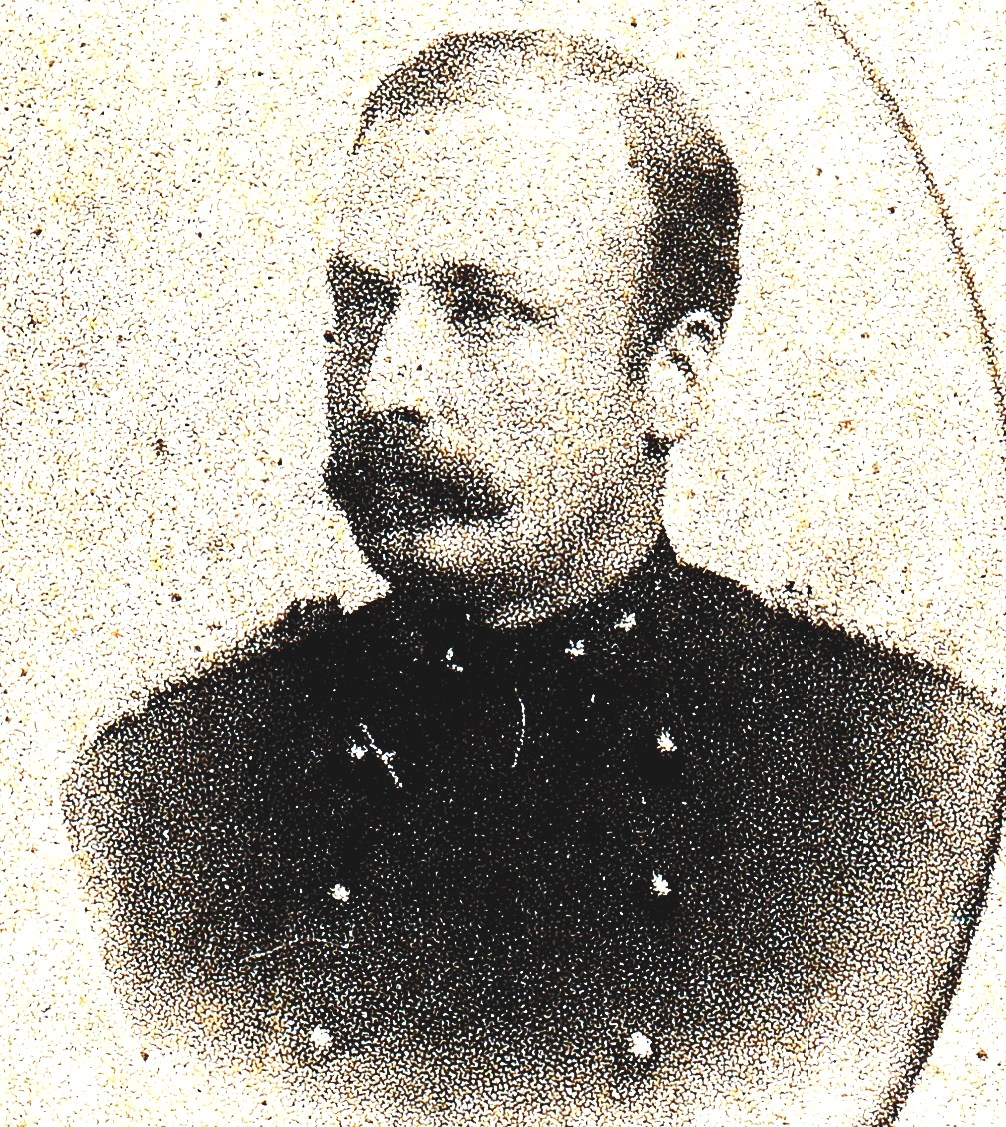
L.C. van den Brandeler
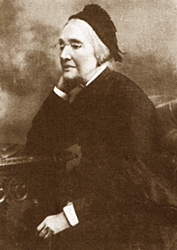
S.K. de Bronovo
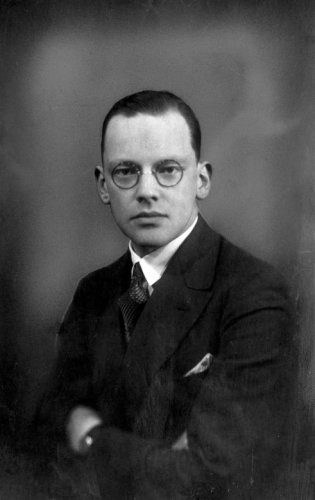
Menno ter Braak
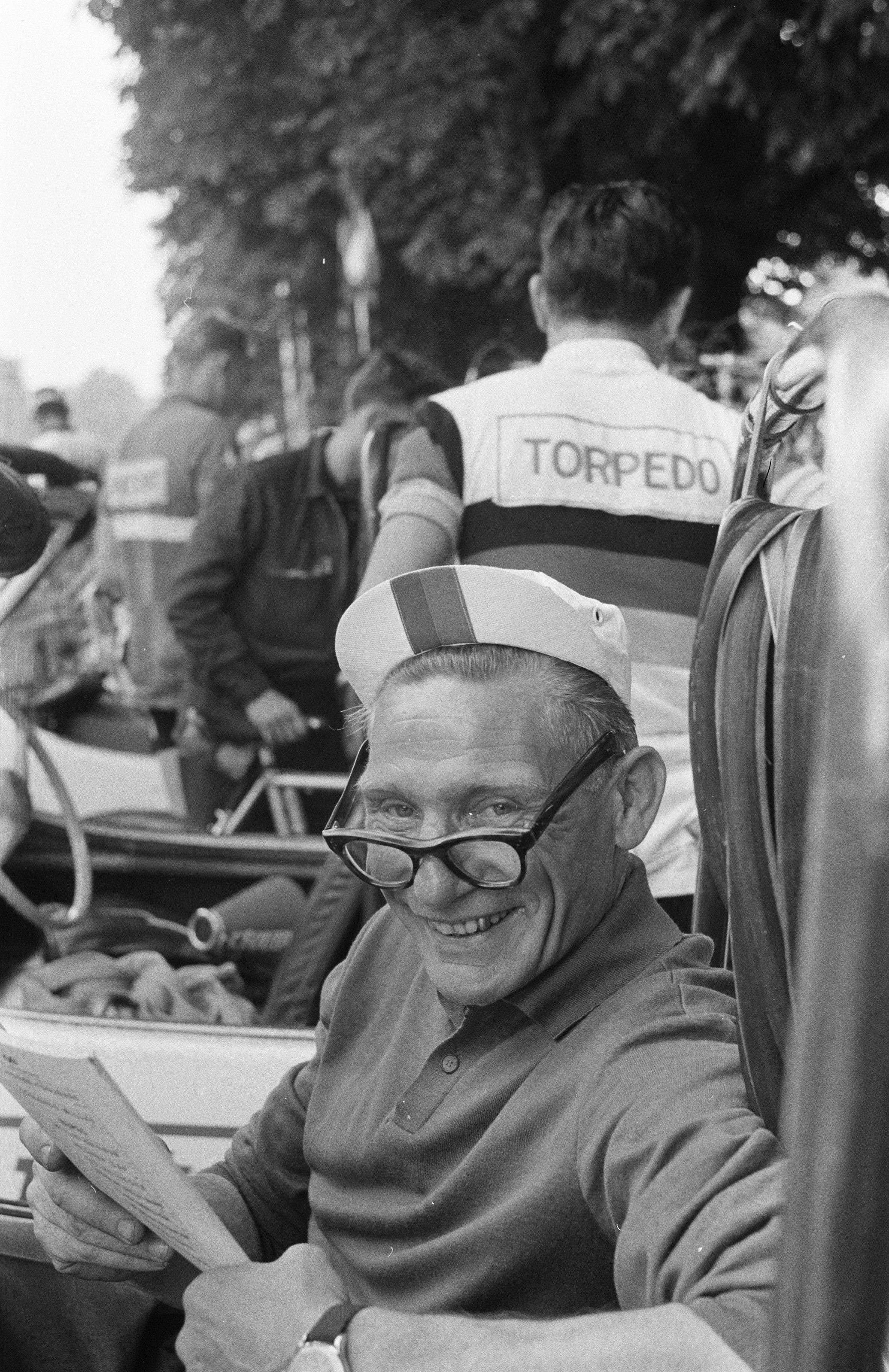
Klaas Buchly

### C
- Pieter Caland (1826–1902), Ingenieur. Er entwarf und leitete die Ausführung des Nieuwe Waterweg in den Jahren 1866-1872.
- Fie Carelsen, Künstlername von Sophia de Jong (1890–1975), Schauspielerin
- François de Casembroot (1817–1895), Vizeadmiral, Offizier des Militärischen Willems-Ordens
- Anton Constandse (1899–1985), Autor, Redakteur, Zeitschriften-Herausgeber, Freidenker und Anarchist
- Wouter Cool (1848–1928), Generalleutnant, Kriegsminister
- Pieter Cort van der Linden (1846–1935), Politiker
- Louis Couperus (1863–1923), Autor, Ehegatte von Elisabeth Couperus-Baud
- Elisabeth Couperus-Baud (1867–1960), Übersetzerin, Ehegattin von Louis Couperus
- Hans Culeman (1927–1974), Schauspieler

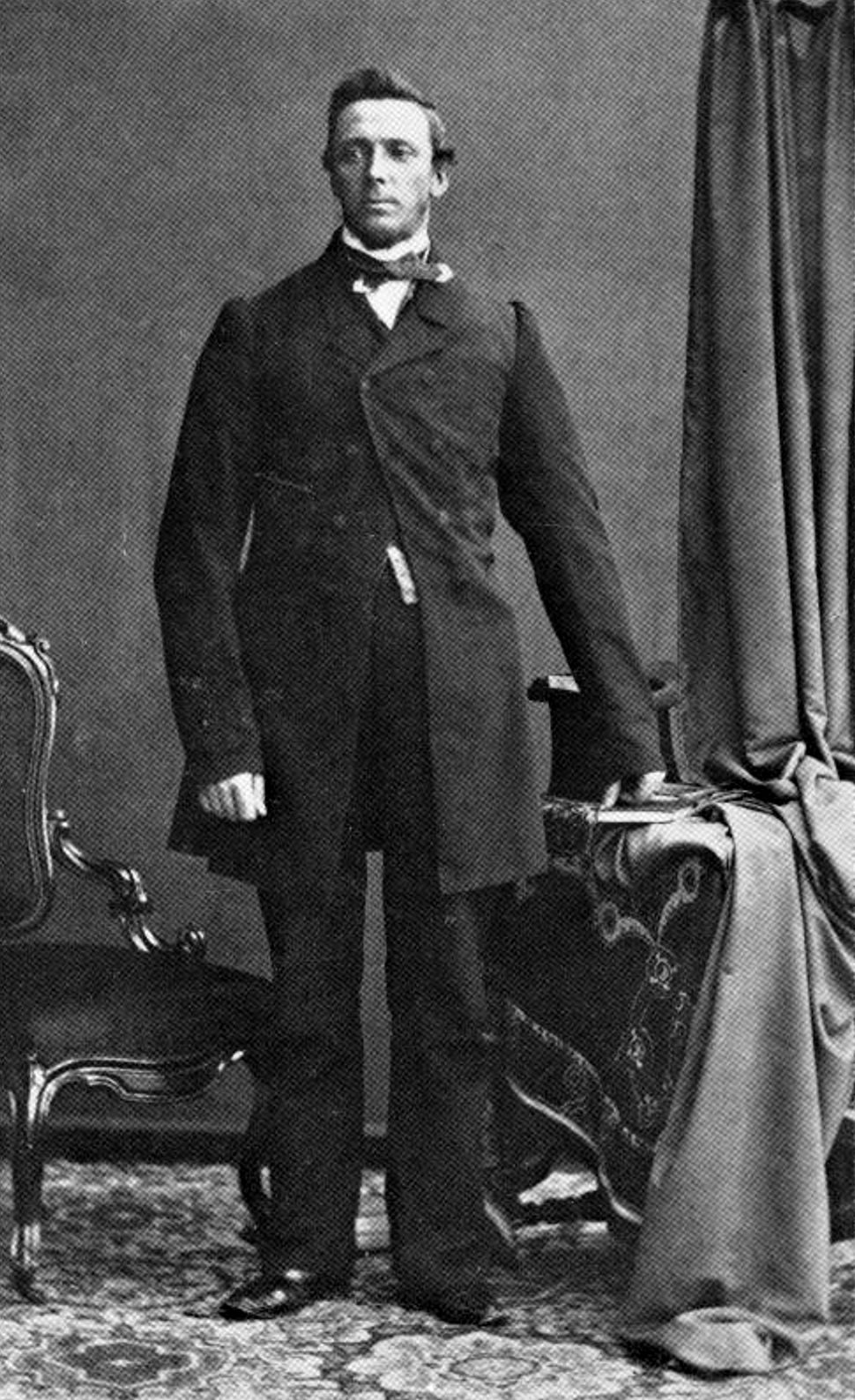
Pieter Caland
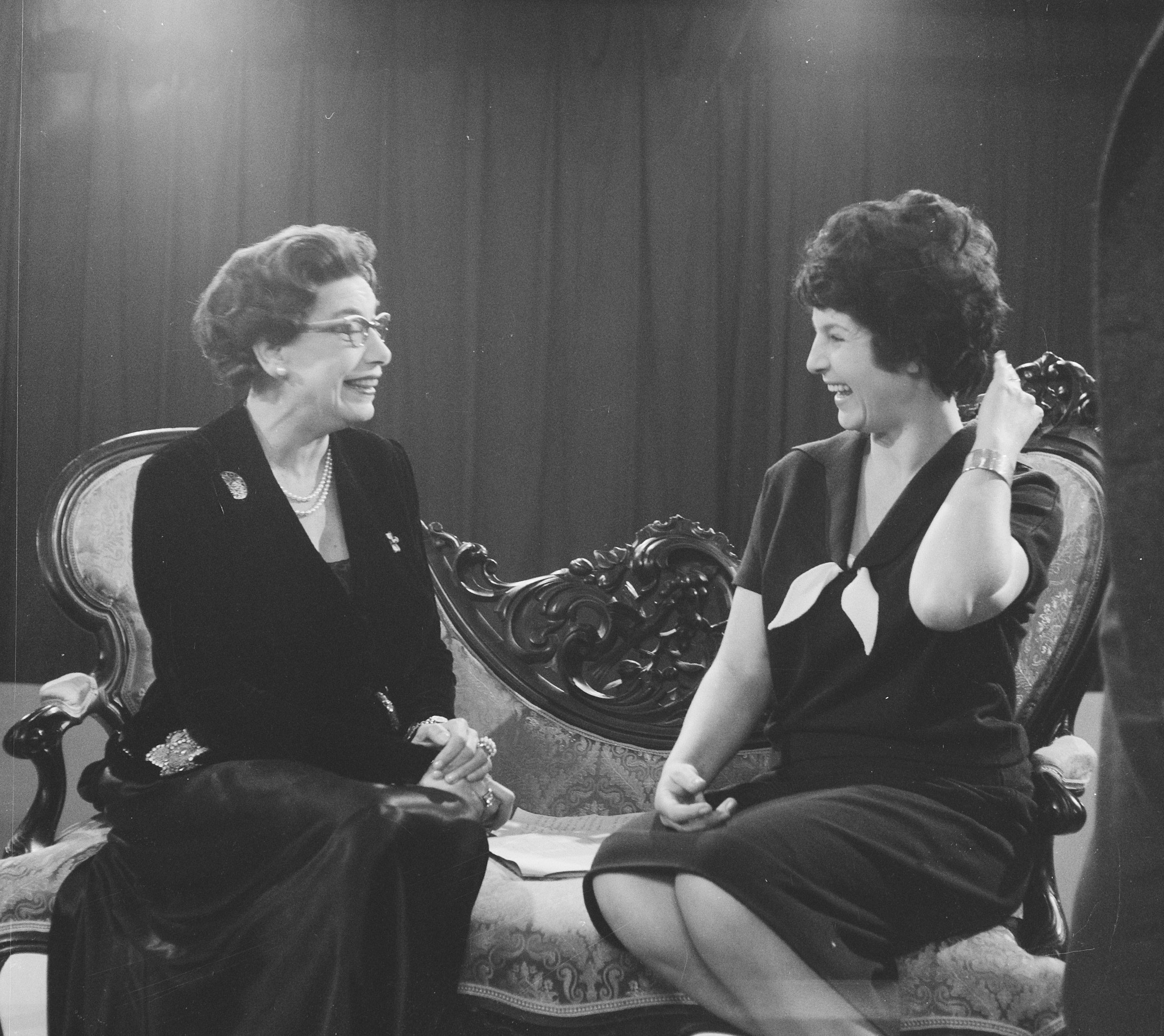
Fie Carelsen (links op de foto)
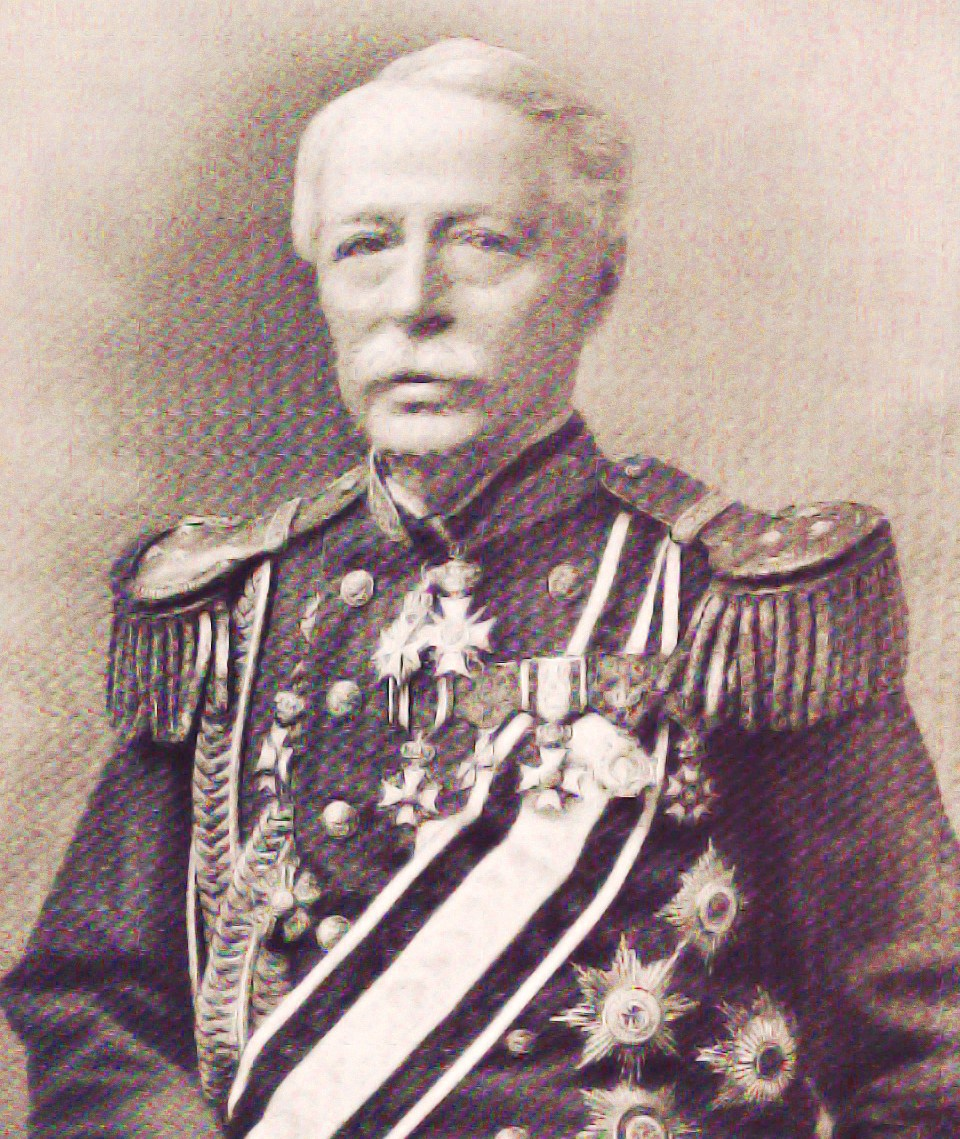
F. de Casembroot
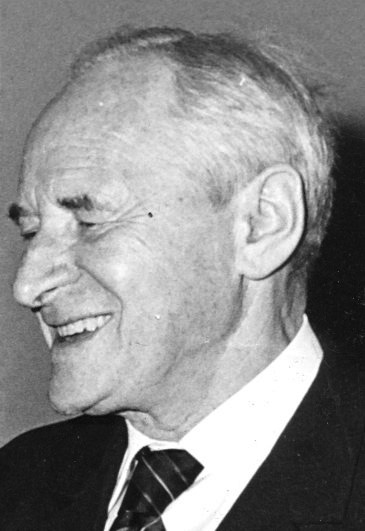
Anton Constandse
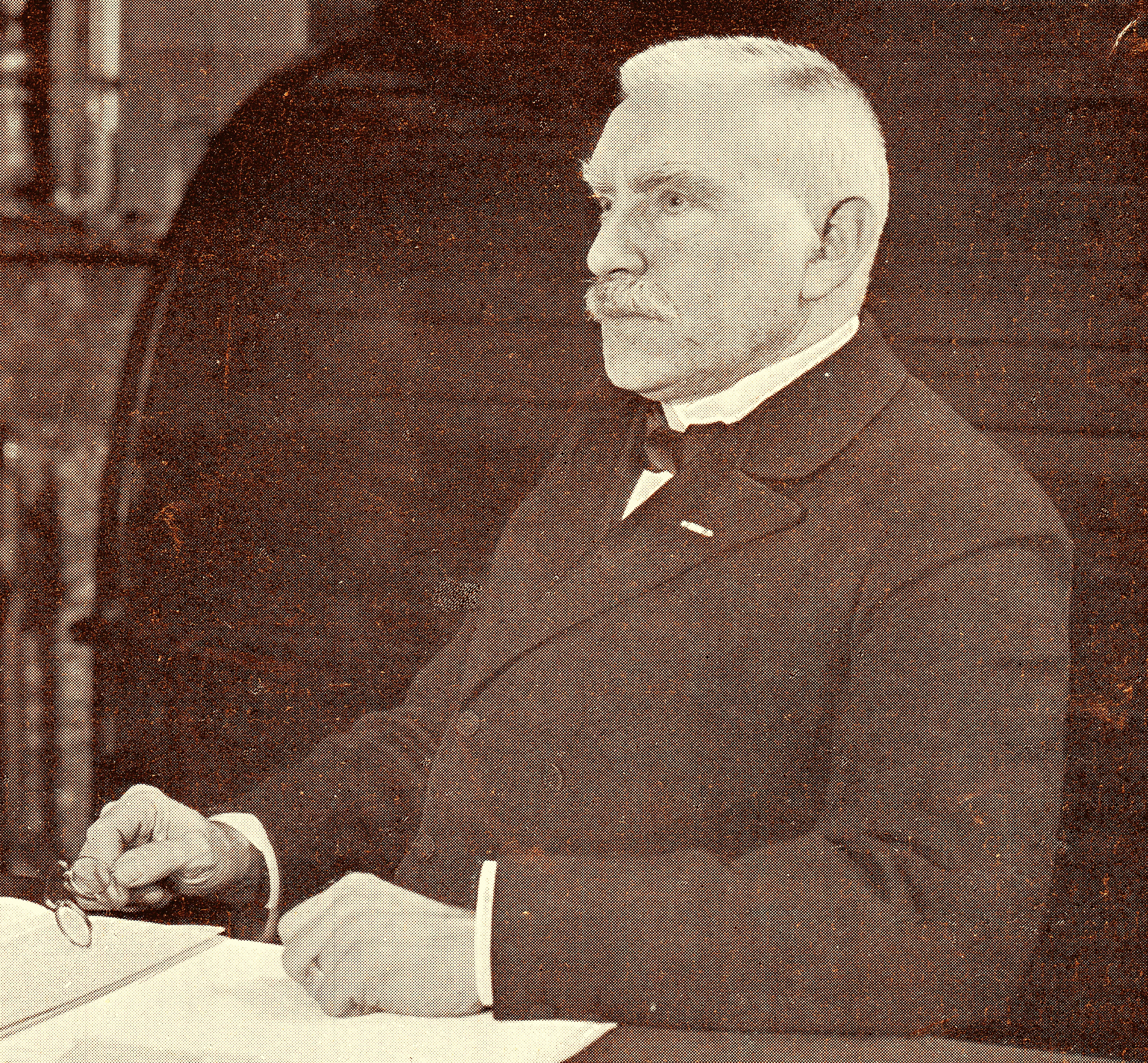
W. Cool
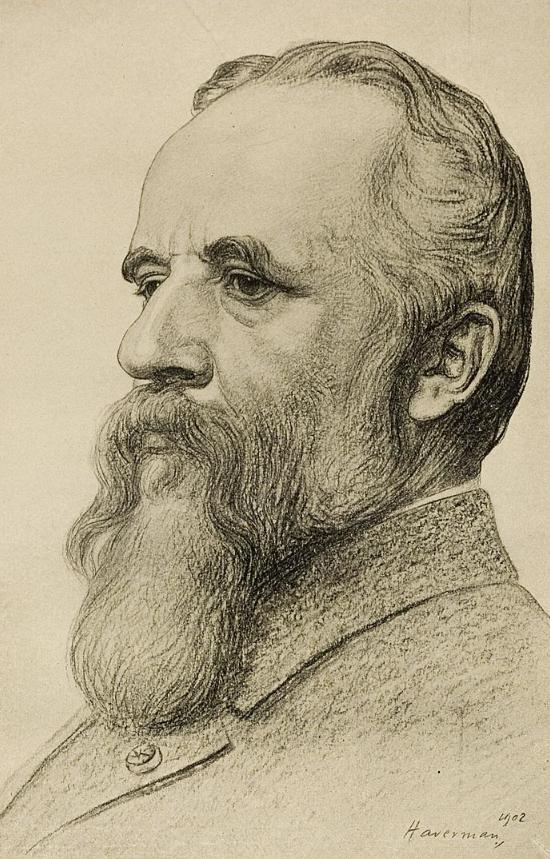
P. Cort van der Linden
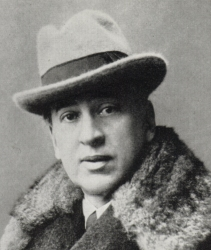
Louis Couperus

### D
- Willy Derby (1886–1944), Volkssänger
- Herman Deutmann (1870–1926), Hoffotograf
- Jannes Johannes Cornelis van Dijk (1871–1954), Politiker
- Johan Hendrik Doeleman (1848–1913), Künstler
- Jan Donner (1891–1981), Politiker und Richter
- Willem Doorenbos (1820–1906), Autor
- Willem Drees (1886–1988), Politiker, Ministerpräsident der Niederlande von 1948 bis 1958
- Toon Dupuis (1877–1937), Bildhauer

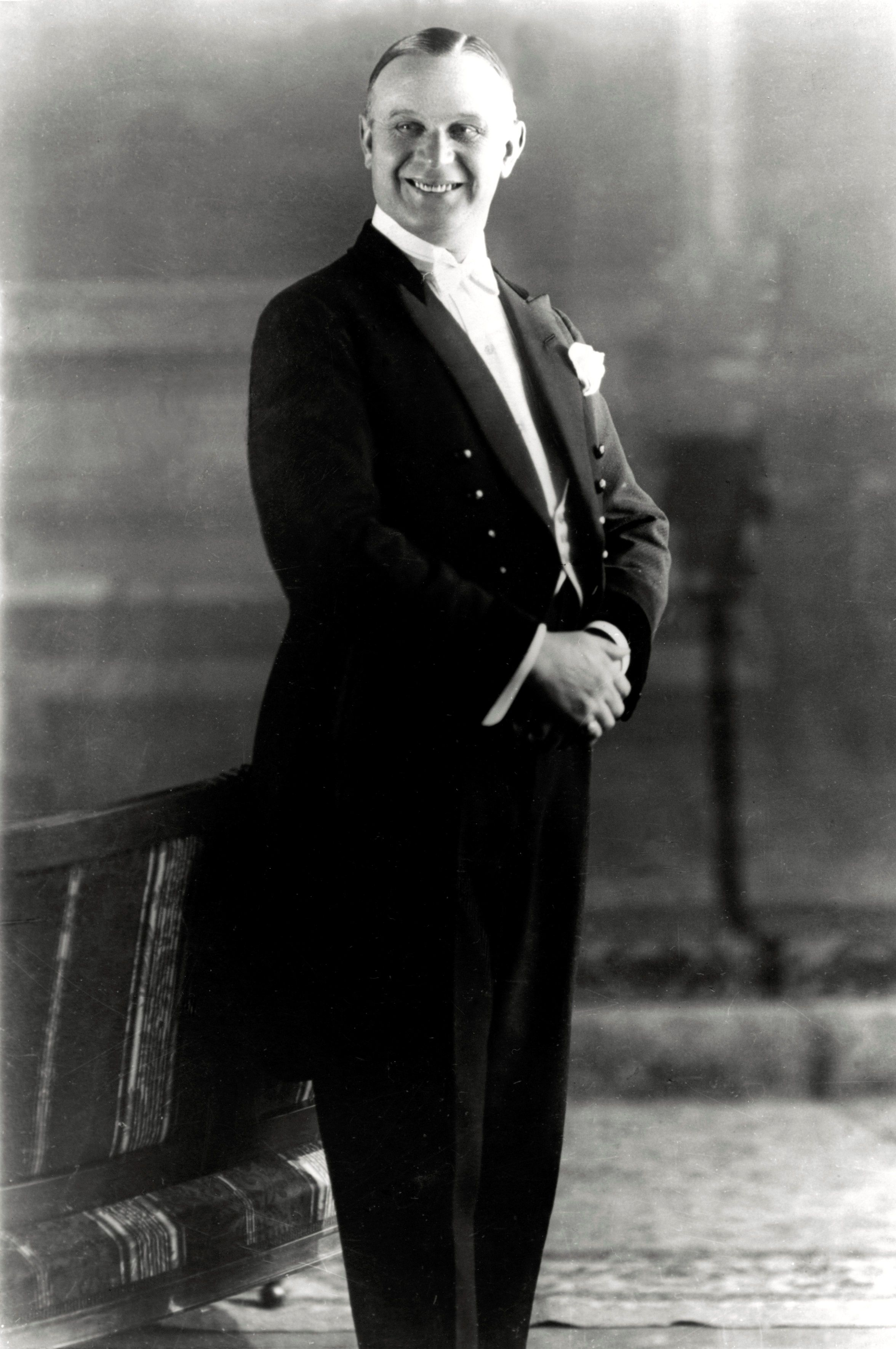
Willy Derby
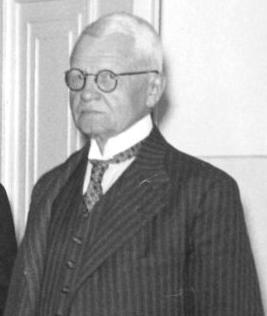
J.J.C. van Dijk
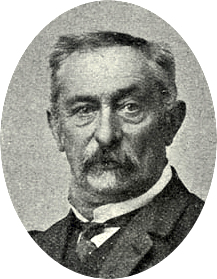
J.H. Doeleman
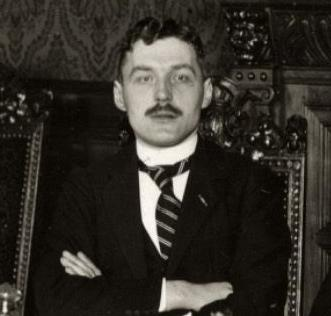
Jan Donner
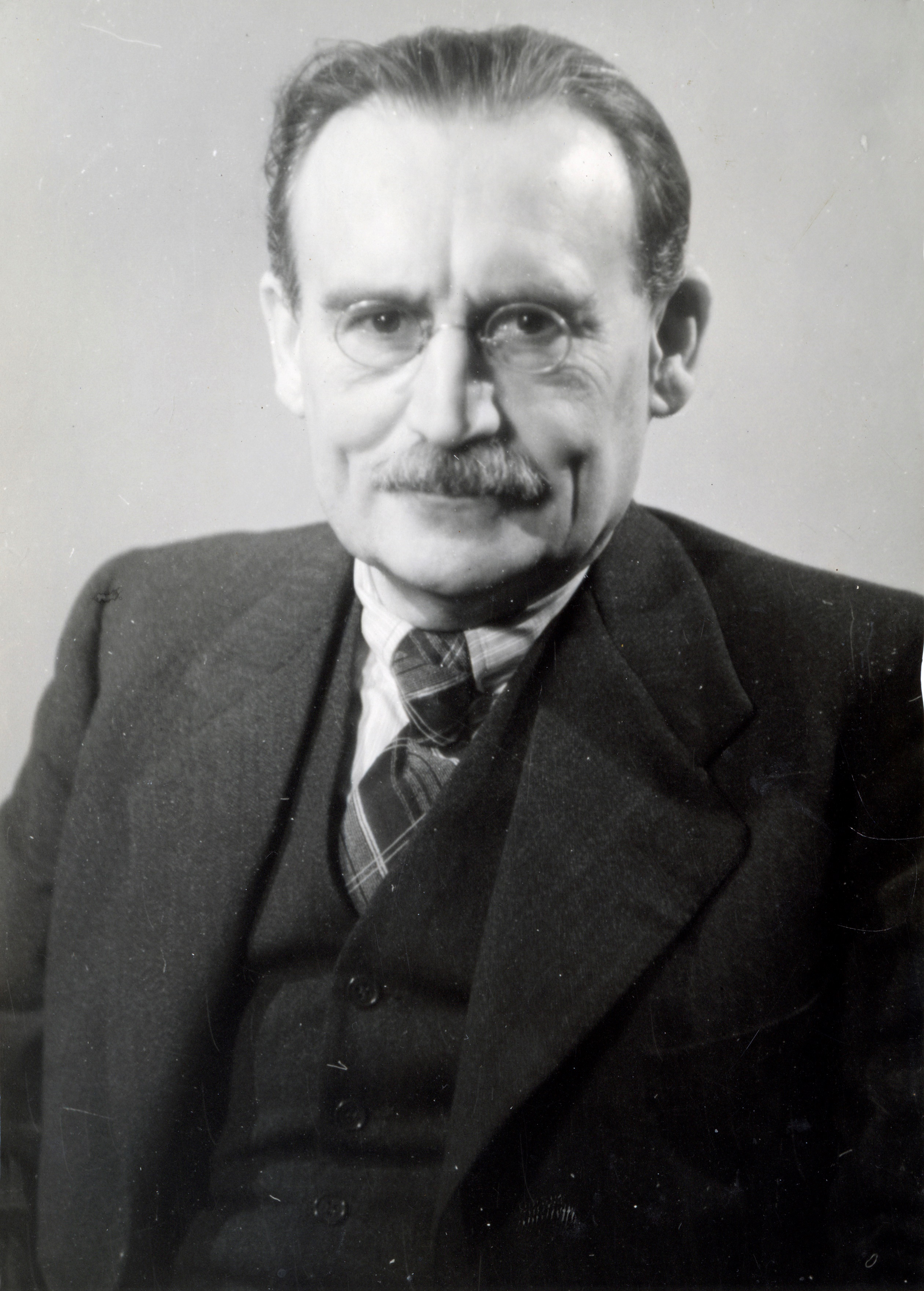
Willem Drees

### E
- Ima van Eysinga (1881–1958), Malerin und Textilkünstlerin

### F
- Jan Feith (1874–1944), Journalist und Schriftsteller
- Isaäc Dignus Fransen van de Putte (1822–1902), liberaler Politiker
- Johan Furstner (1887–1970), Offizier und Politiker

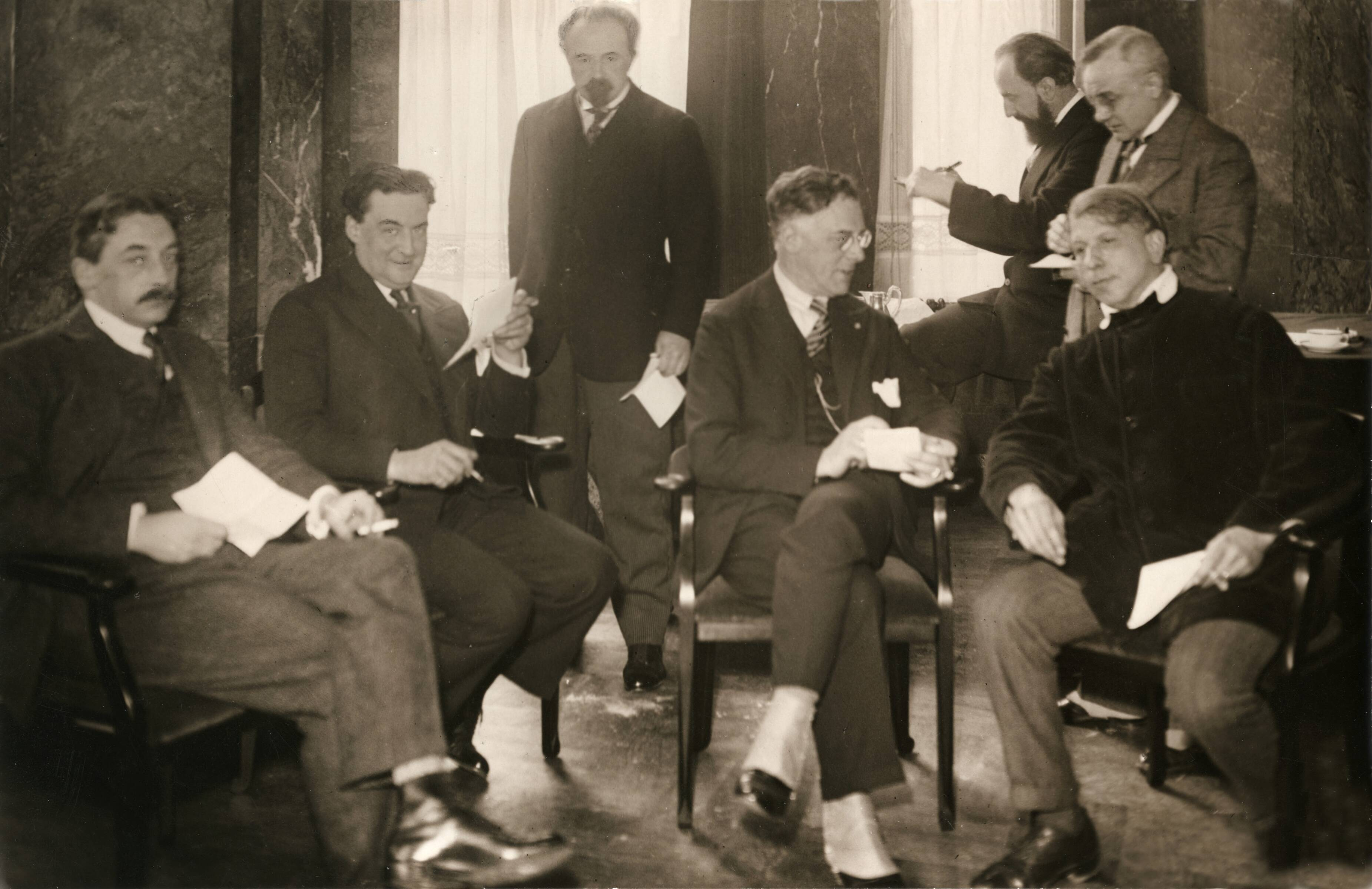
Jan Feith (sitzend, zweiter von rechts)
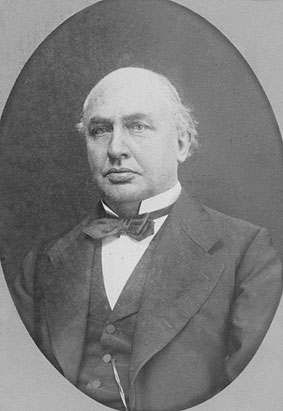
I.D. Fransen van de Putte
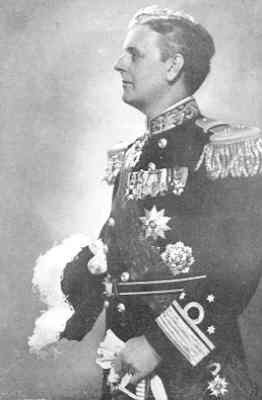
J.T. Furstner

### G
- Paul Joseph Constantin Gabriël (1828–1903), Maler und Zeichner
- Jacob Geel (1789–1862), Literat und Bibliothekar
- Pieter Sjoerds Gerbrandy (1885–1961), Politiker, Ministerpräsident während des Zweiten Weltkriegs
- Jenny Gilliams (1892–1927), Kabarettistin
- Hendrik Goeman Borgesius (1847–1917), Politiker
- Neville Davison Goldsmid (1814–1875), Industrieller, Kunstsammler
- Jan de Graan (1852–1874), Geiger
- Dirk de Graeff van Polsbroek (1833–1916), Aristokrat, Kaufmann, Diplomat in Japan während der Meiji-Restauration

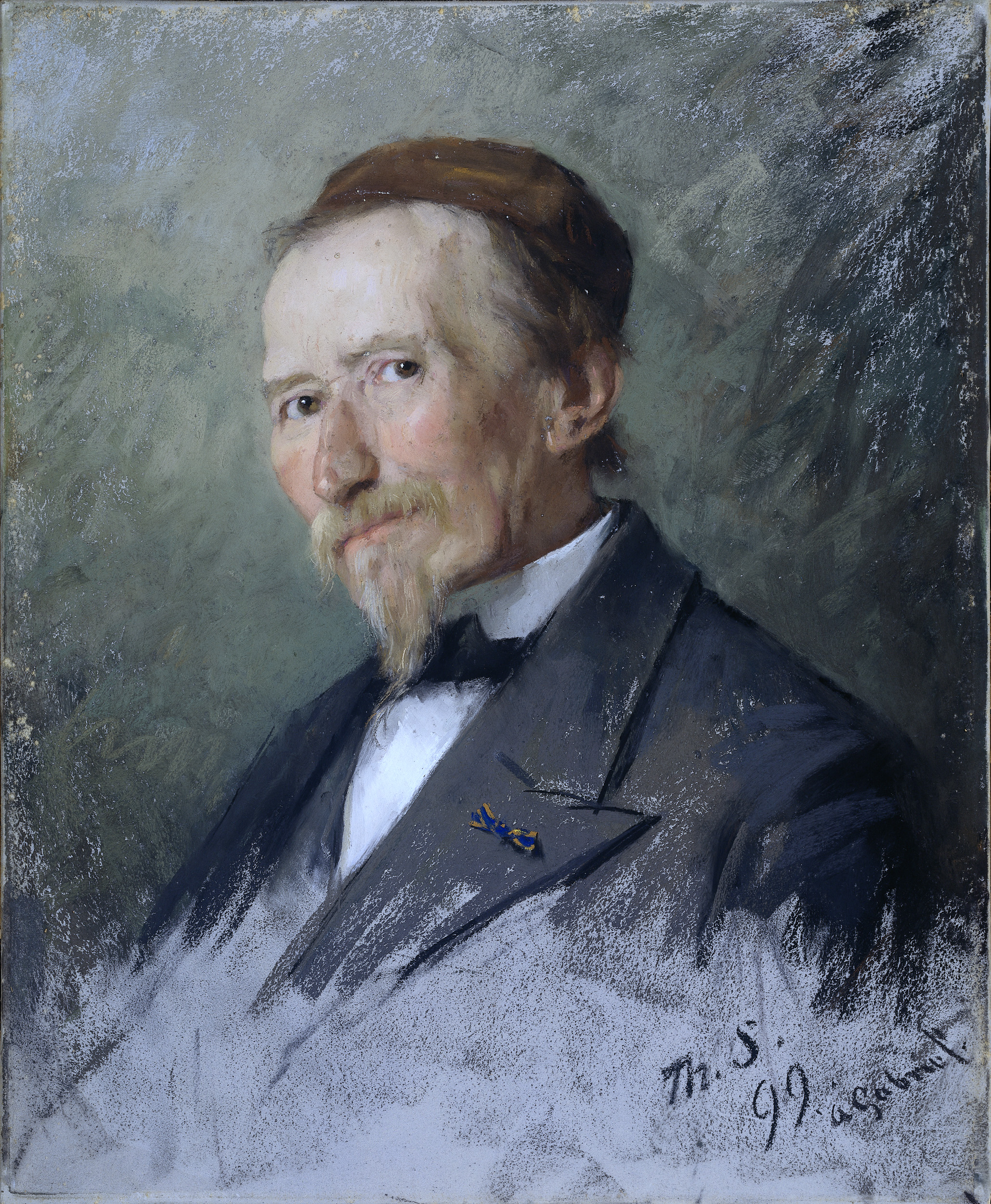
Paul Gabriël
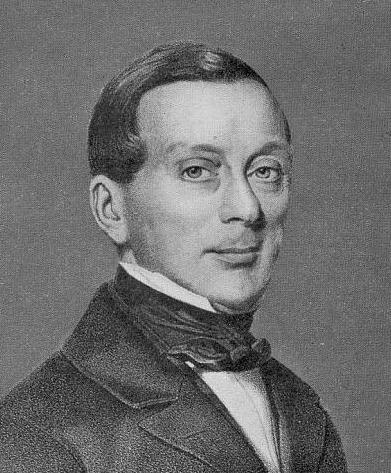
Jacob Geel
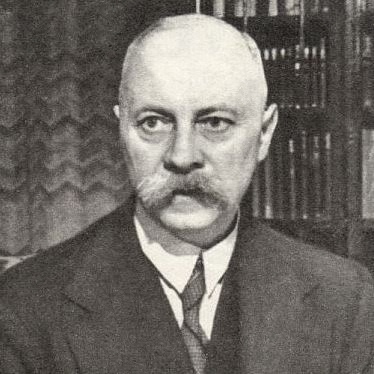
P.S. Gerbrandy
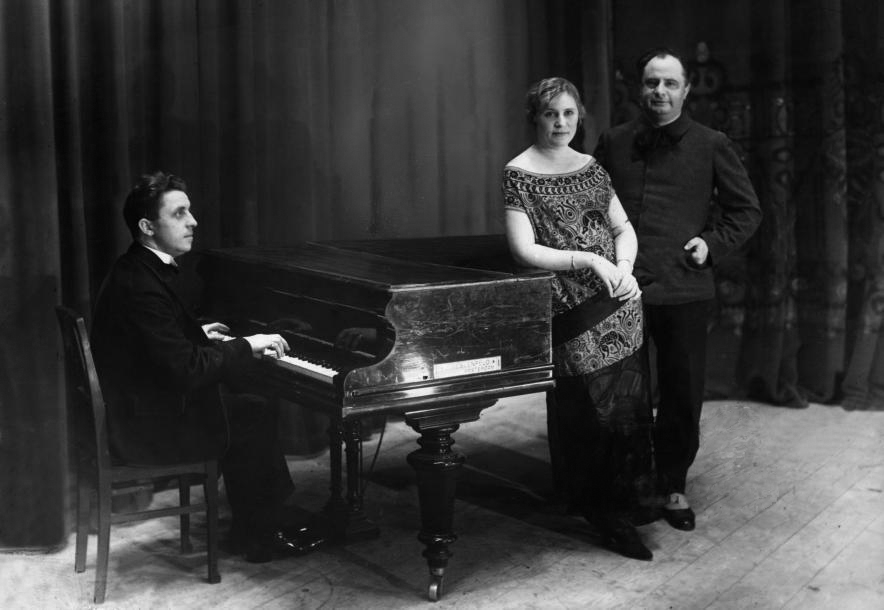
Jenny Gilliams
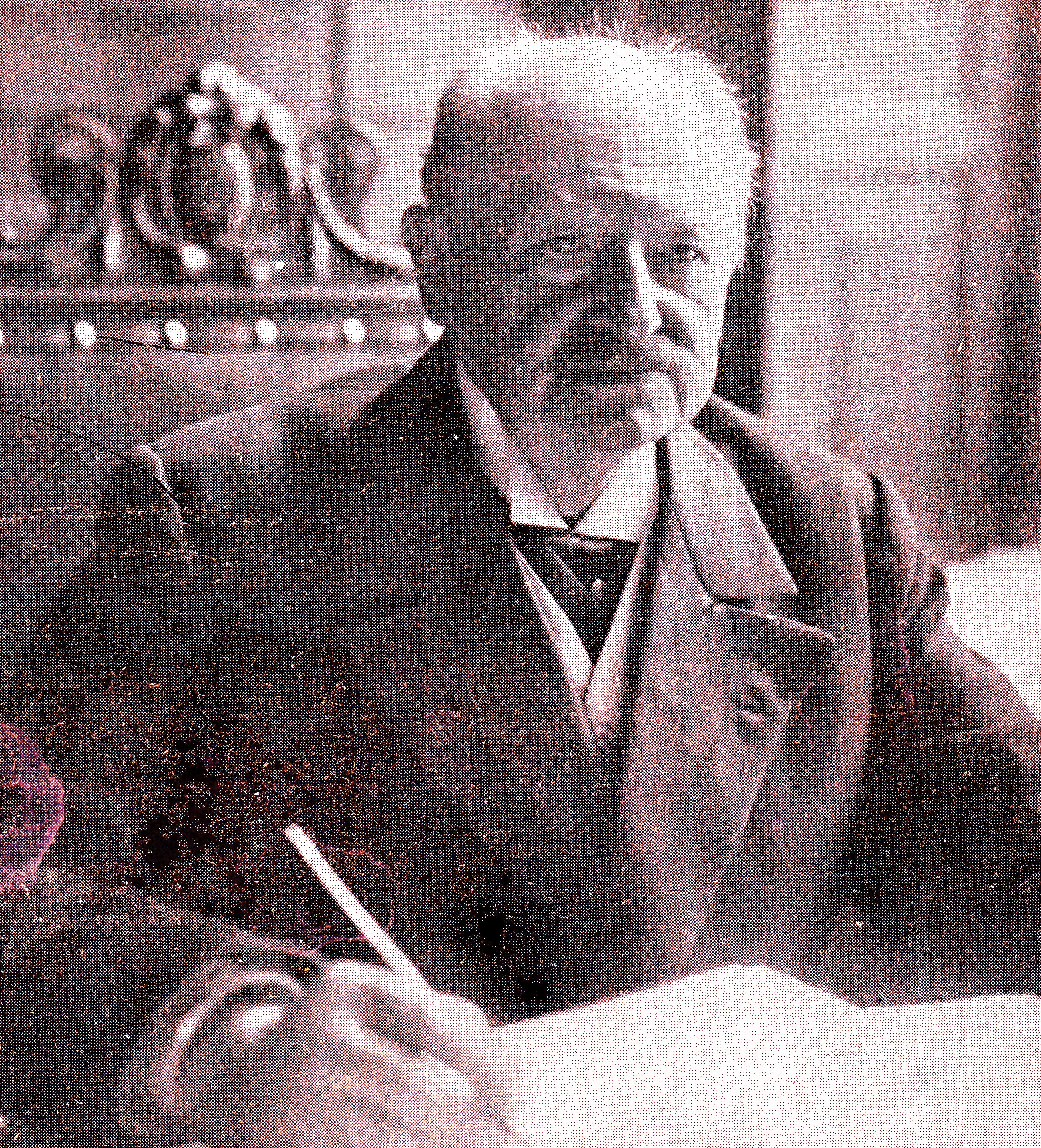
H. Goeman Borgesius

### H
- Hans Hirschfeld (1899–1961), Ökonom
- Samuel van Houten (1837–1930), Innenminister
- Theo van Hoytema (1863–1917), Zeichner

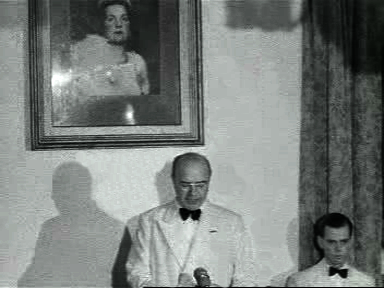
H.M. Hirschfeld
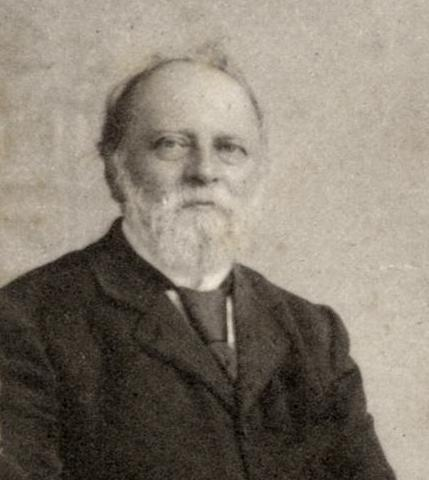
Samuel van Houten
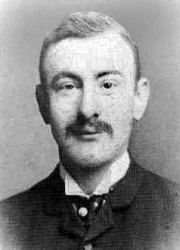
Theo van Hoytema

### J
- Bonifacius Cornelis de Jonge (1875–1958), Generalgouverneur von Niederländisch-Indien

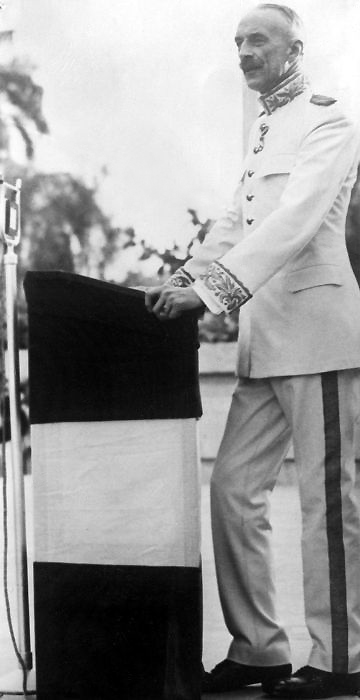
B.C. de Jonge

### K
- Harm Kamerlingh Onnes (1893–1985), Künstler
- Abraham van Karnebeek (1836–1925), Politiker
- Herman van Karnebeek (1874–1942), Politiker
- Anna Kerling (1892–1955), Malerin
- Johan Philip Koelman (1818–1893), Maler, Bildhauer und Autor
- Cornelis Elisa van Koetsveld (1807–1893), Hofprediger und Autor
- Gerhardus Kruys (1838–1902), Vizeadmiral
- Roelof Kuipers (1855–1922), Architekt
- Abraham Kuyper (1837–1920), Theologe, Politiker, Journalist
- Henriëtte Kuyper (1870–1932), Schriftstellerin

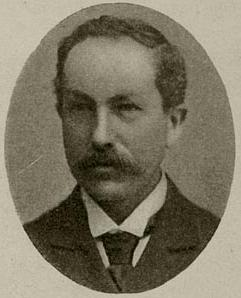
A.P.C. van Karnebeek
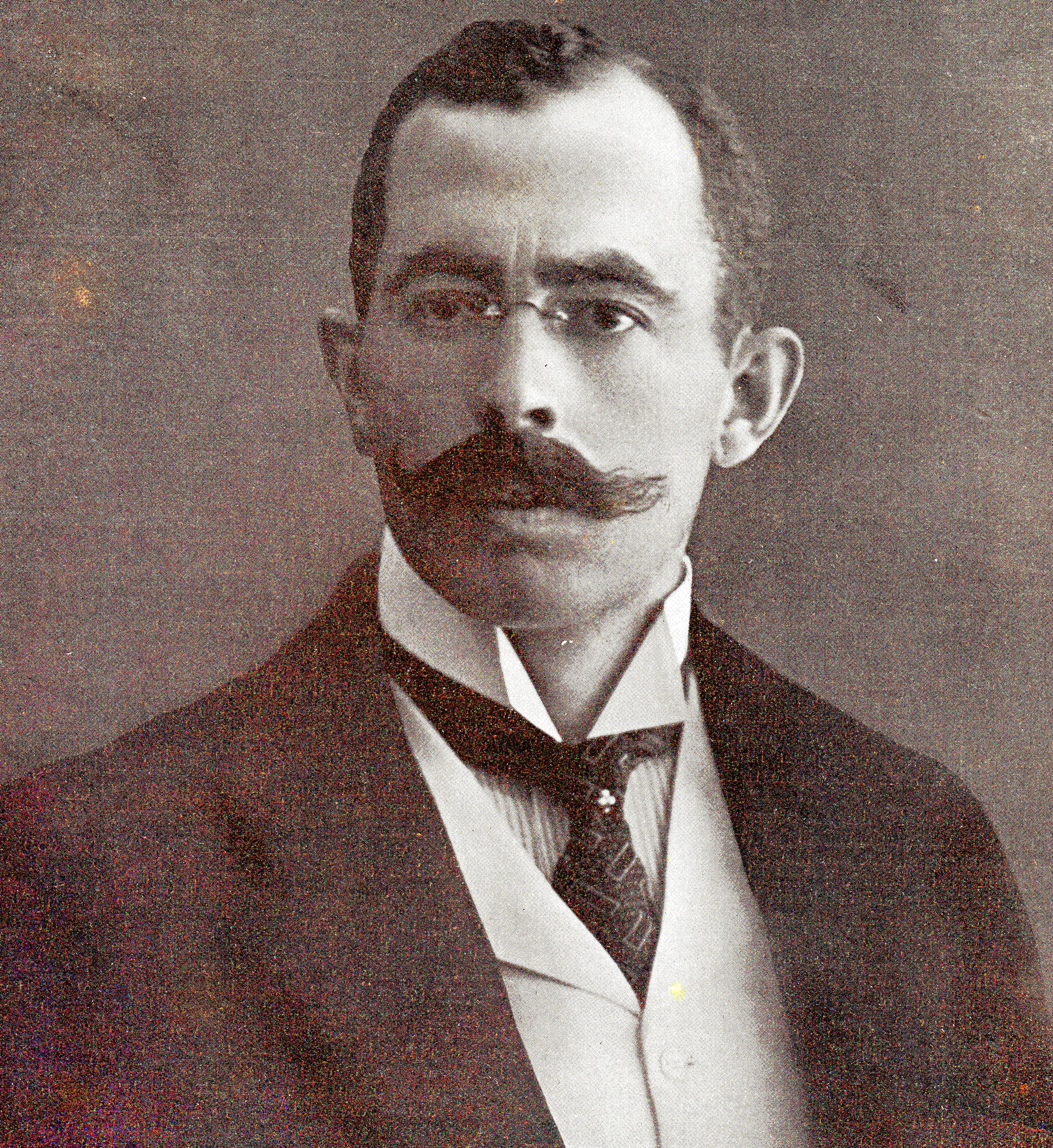
H.A. van Karnebeek
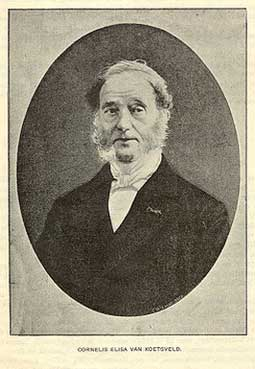
C.E. van Koetsveld
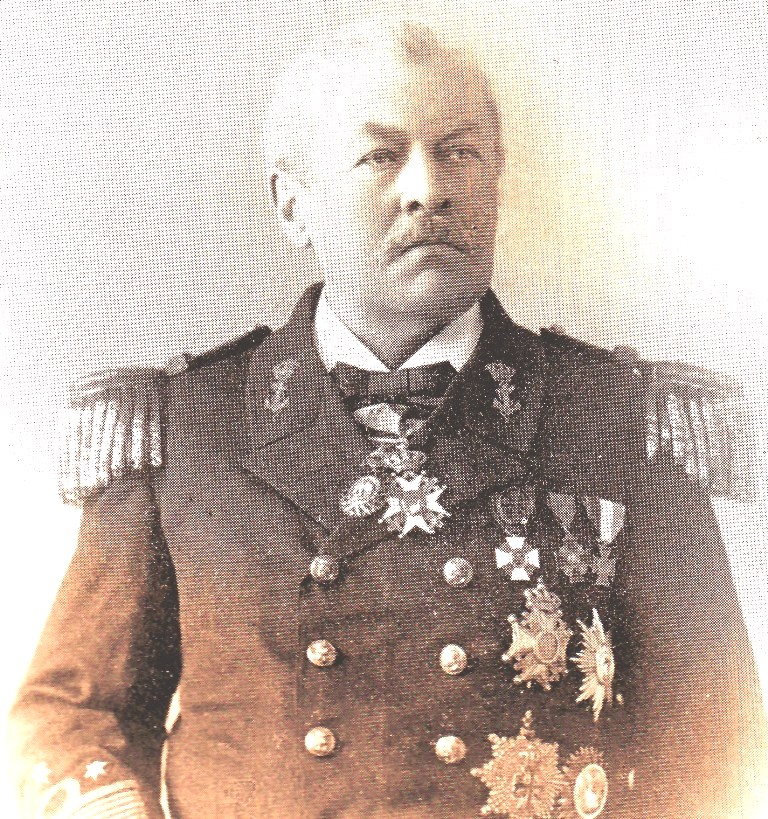
G. Kruys
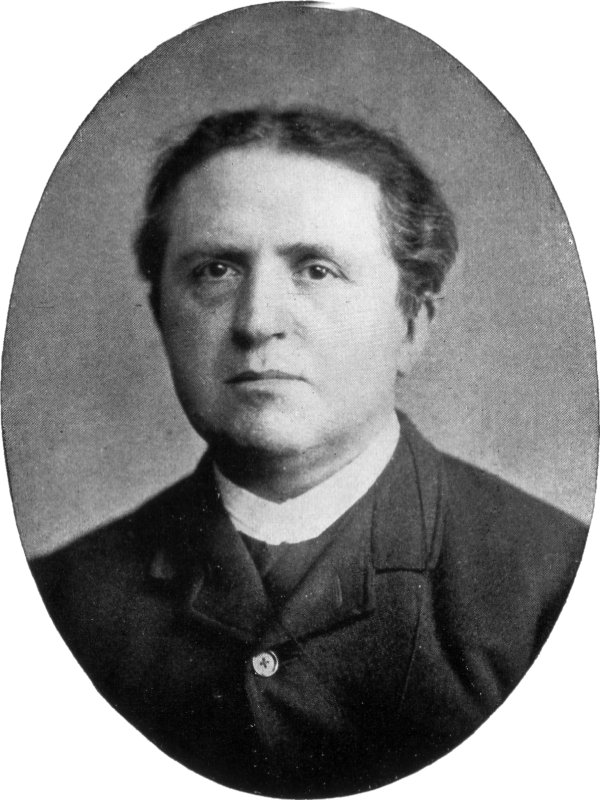
Abraham Kuyper

### L
- Gerardus van der Leeuw (1890–1950), Theologe, Religionswissenschaftler, Ägyptologe und Politiker.
- Mark Prager Lindo (1819–1877), Schriftsteller und Dozent
- Johannes Servaas Lotsy (1808–1863), Marineminister
- John Francis Loudon (1822–1895), Kammerherr des Königs, Hofmarschall
- Pieter Louwerse (1840–1908), Schriftsteller

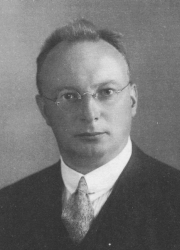
Gerard van der Leeuw
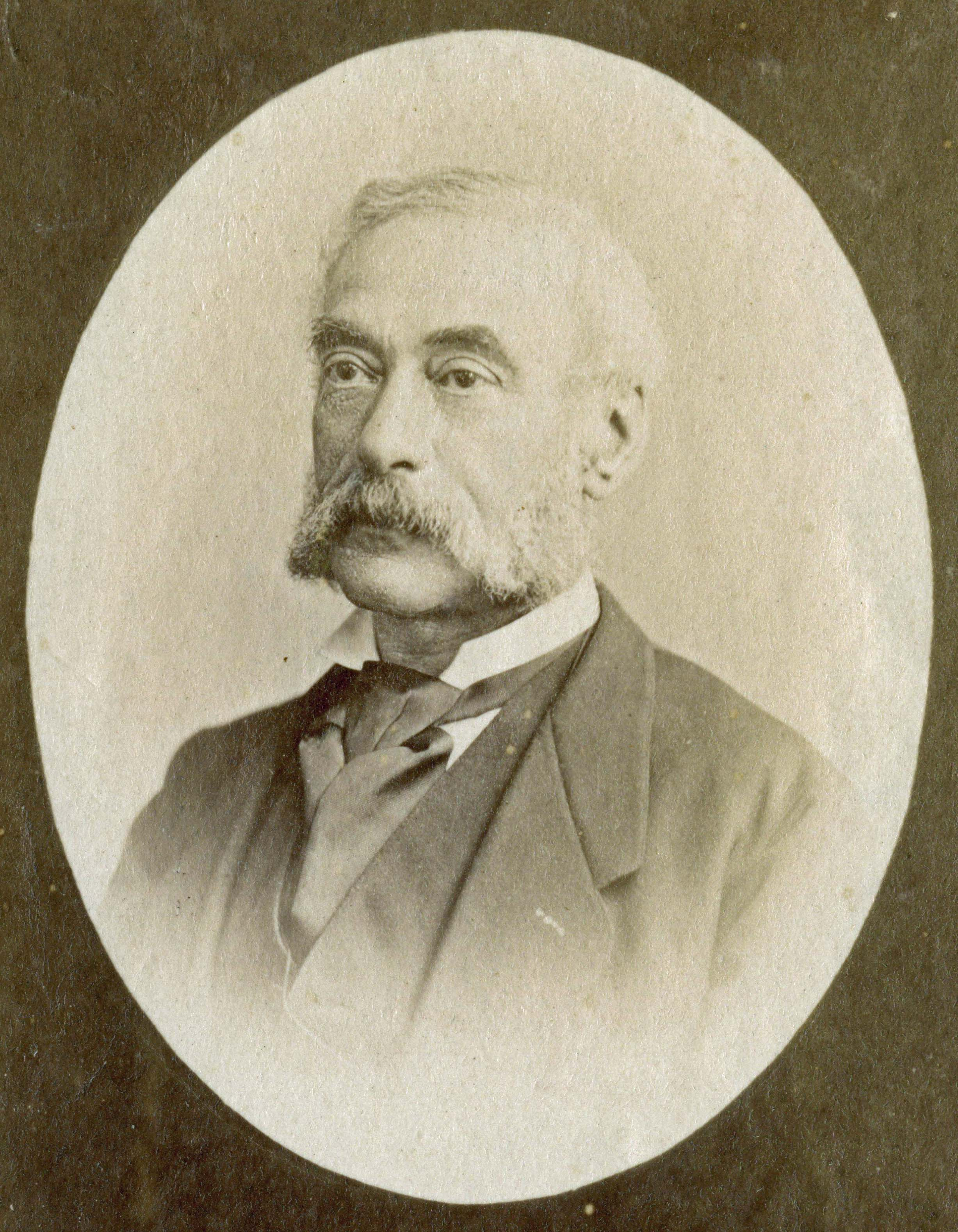
Mark Prager Lindo

### M
- Henri Marchant (1869–1956), Politiker
- Willem Maris (1844–1910), Maler
- Hendrik Willem Mesdag (1831–1915), Marinemaler, Ehegatte von Sientje van Houten
- Sientje Mesdag-van Houten (1834–1909), Malerin, Ehegattin von Hendrik Willem Mesdag
- Piet Moeskops (1893–1964), Radrennfahrer
- Salomon Jean René de Monchy (1880–1961), Bürgermeister von Arnhem und Den Haag
- Hendrik Pieter Nicolaas Muller (1859–1941), Kaufmann, Weltreisender und Diplomat

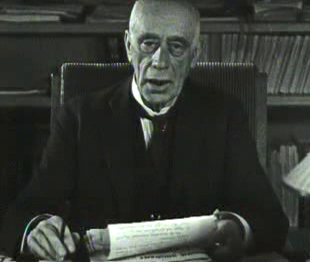
H.P. Marchant
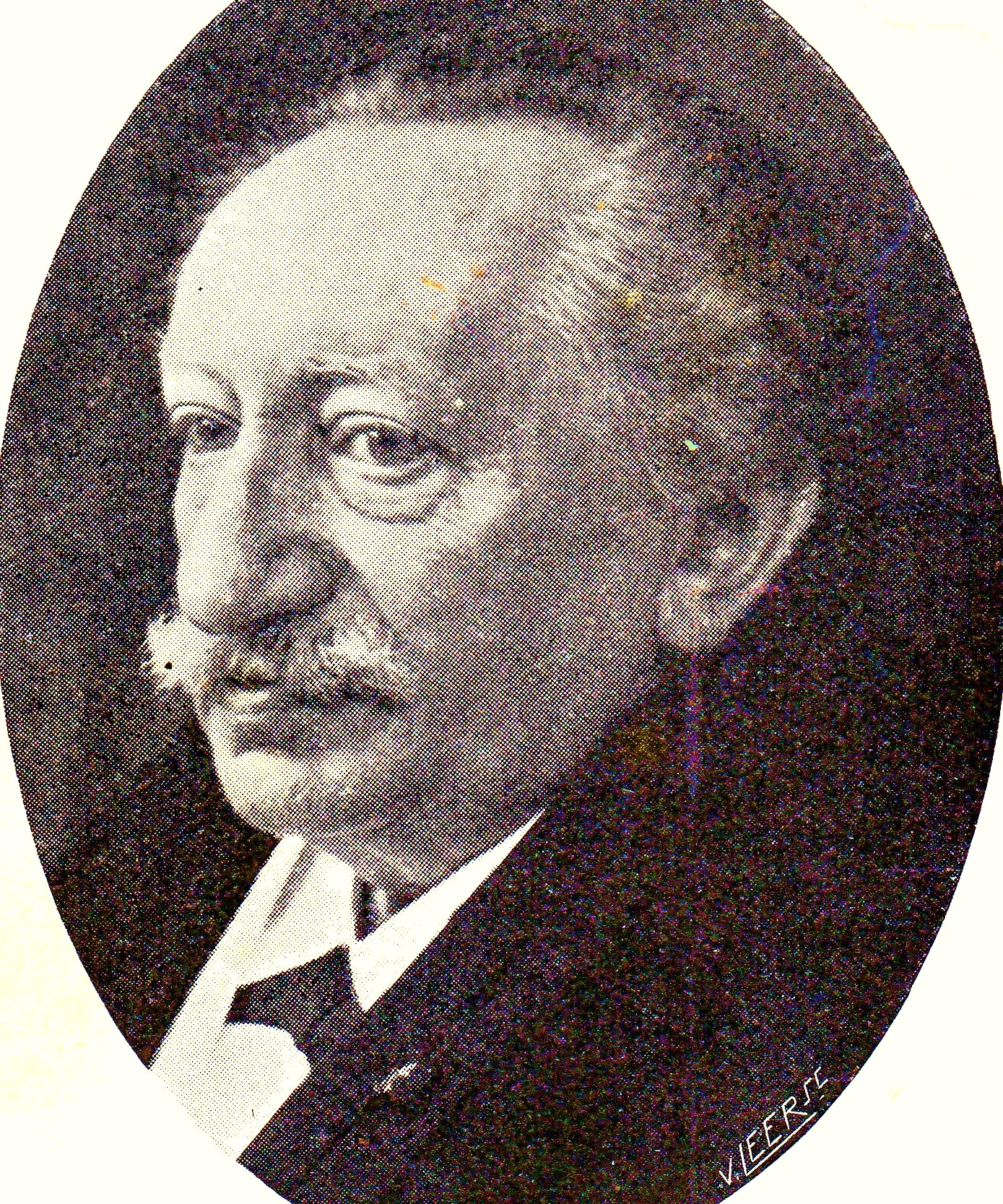
Willem Maris
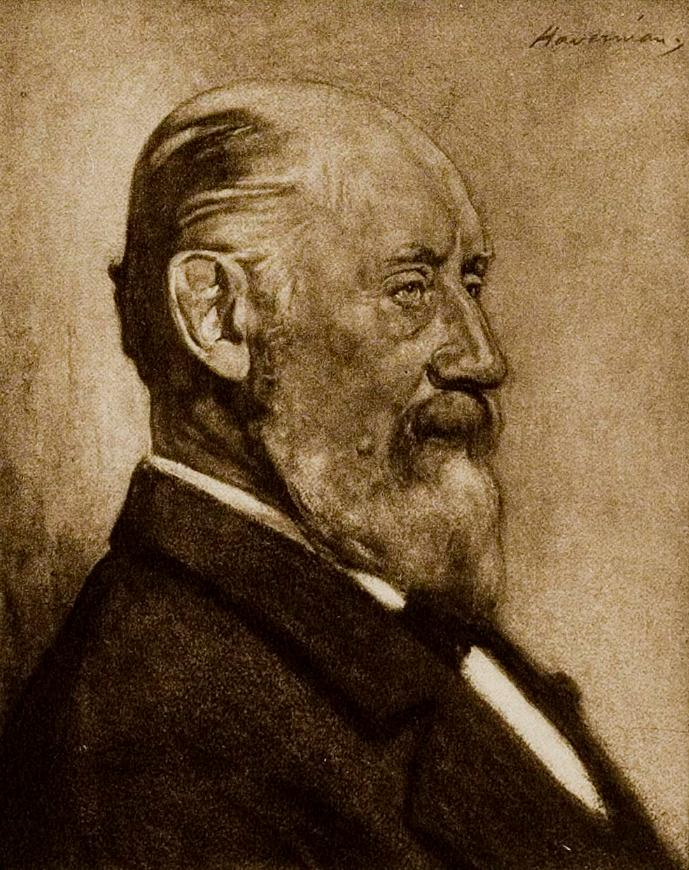
H.W. Mesdag
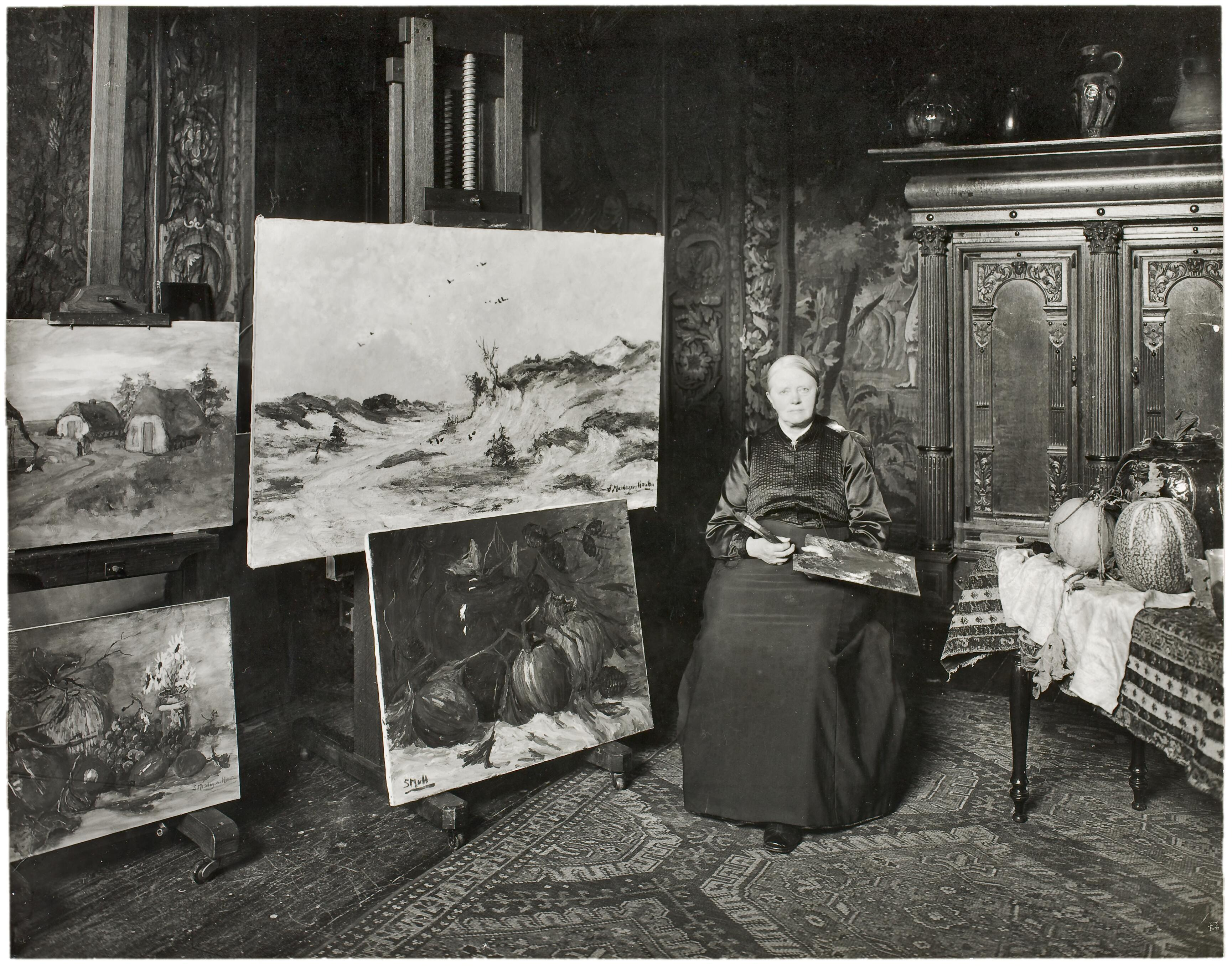
Sientje Mesdag-van Houten
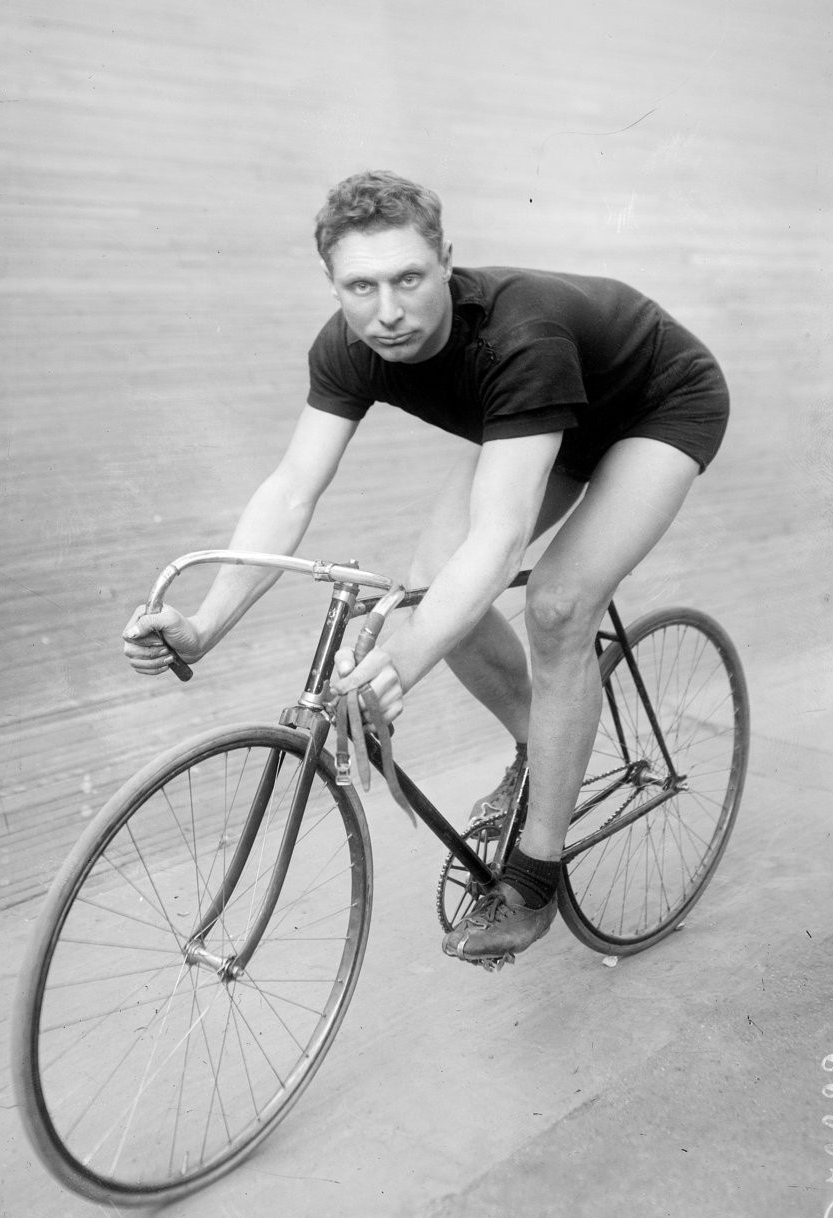
Piet Moeskops
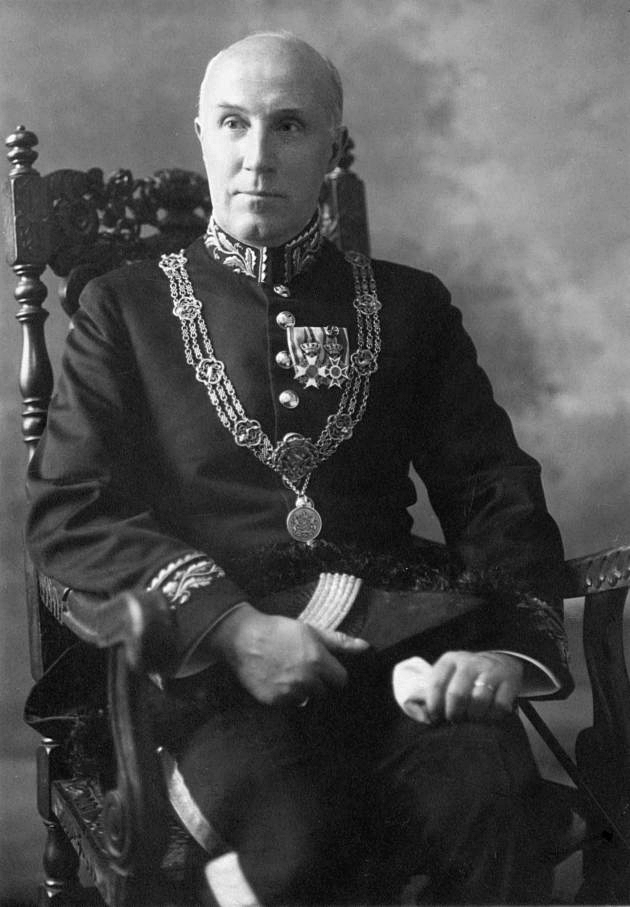
S.J.R. de Monchy
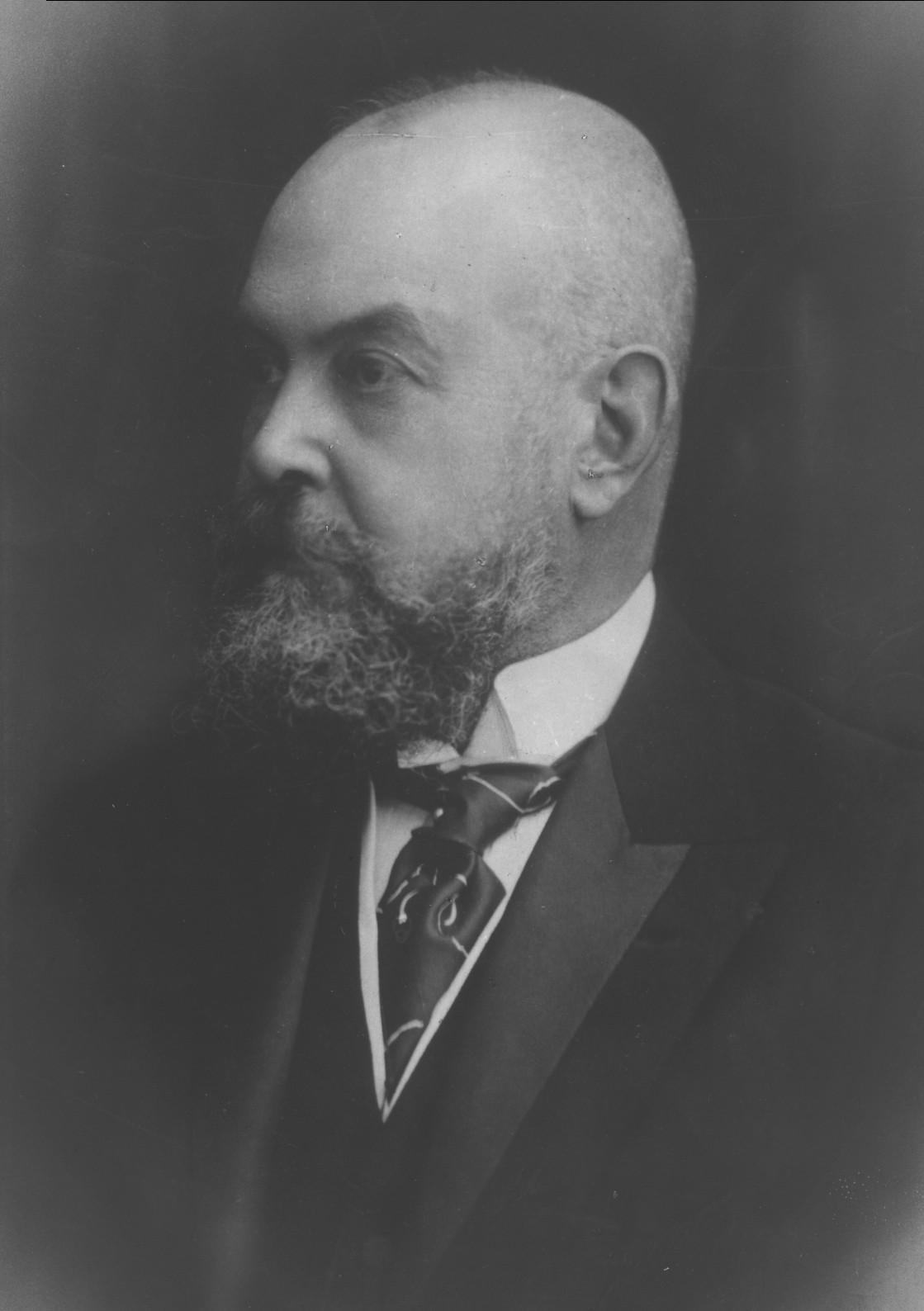
H.P.N. Muller

### N
- Lambertus Neher (1889–1967), Politiker und Widerstandskämpfer während des Zweiten Weltkriegs
- Albert Neuhuys (1844–1914), Maler der Larener Schule
- Aad Nuis (1933–2007), Politiker und Dichter

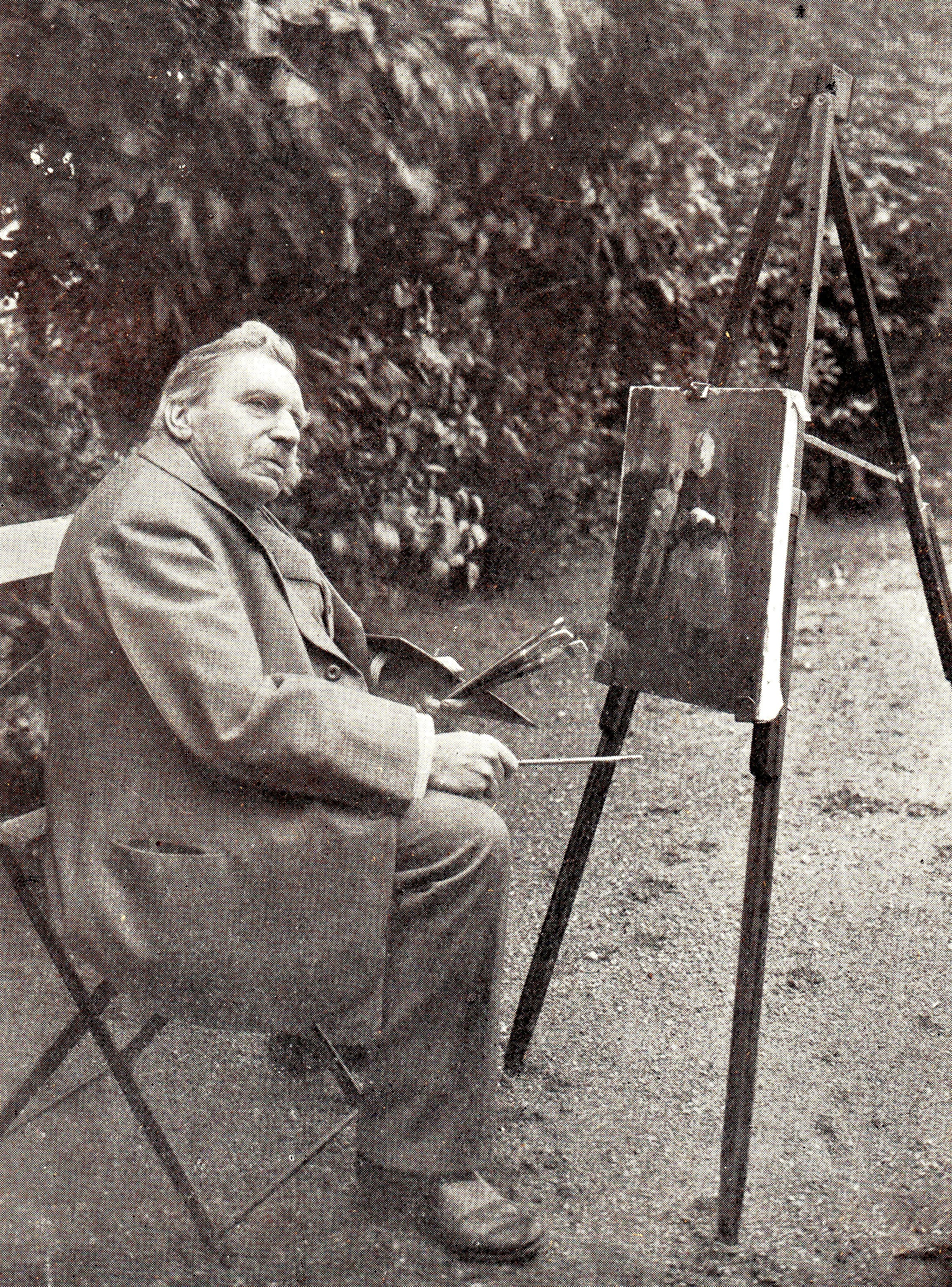
Albert Neuhuys

### P
- Jan Pieter Paauwe (1872–1956), Prediger
- Charlotte van Pallandt (1898–1997), Malerin und Bildhauerin
- Jean-Louis Pisuisse (1880–1927), Journalist und Kabarettist
- Johannes Tak van Poortvliet (1839–1904), Politiker
- Willem Frederik Pop (1858–1931), Kriegsminister
- Jan Prins (Dichter) alias C.L. Schepp (1876–1948), Dichter und Übersetzer

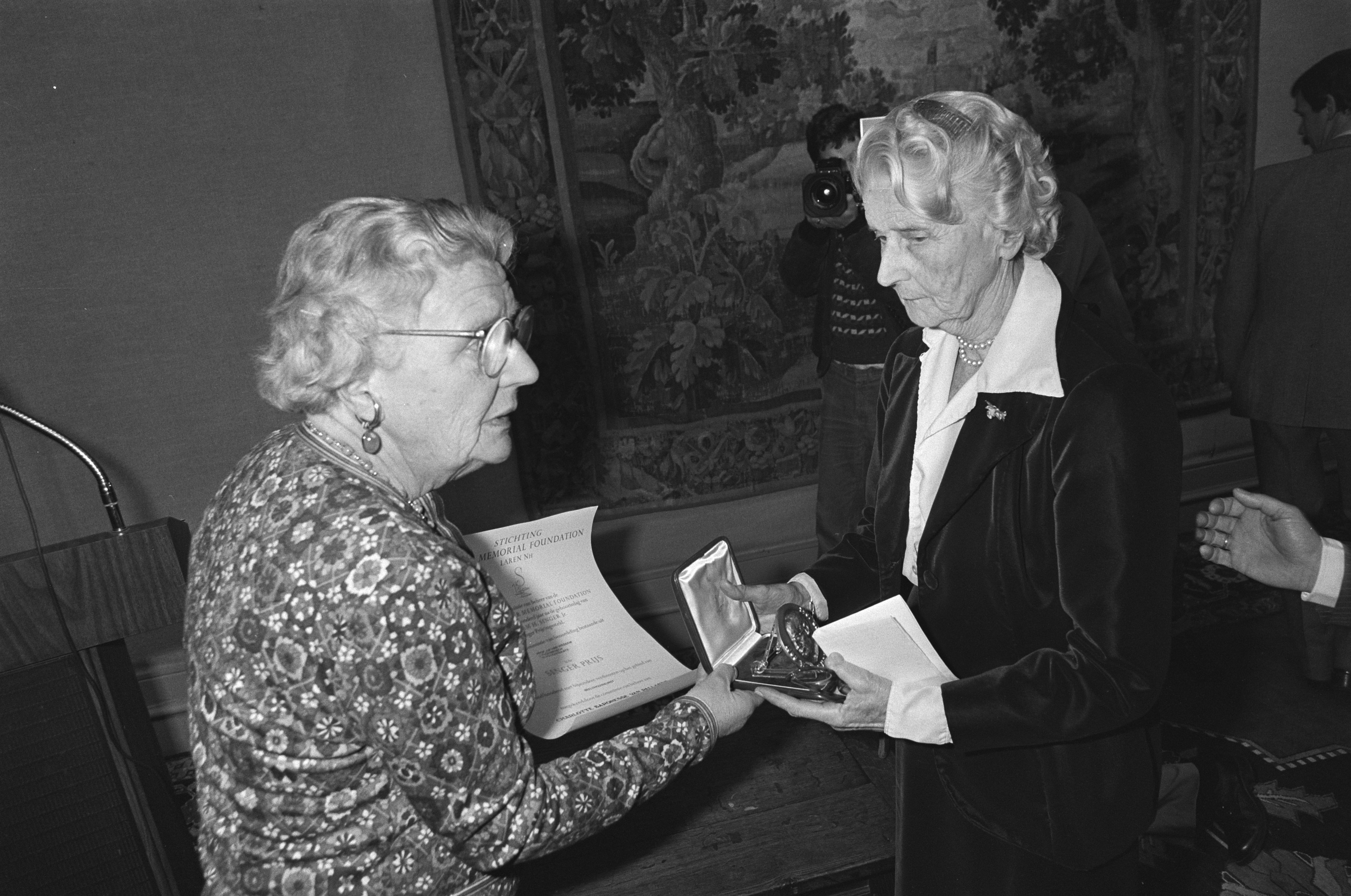
Charlotte van Pallandt
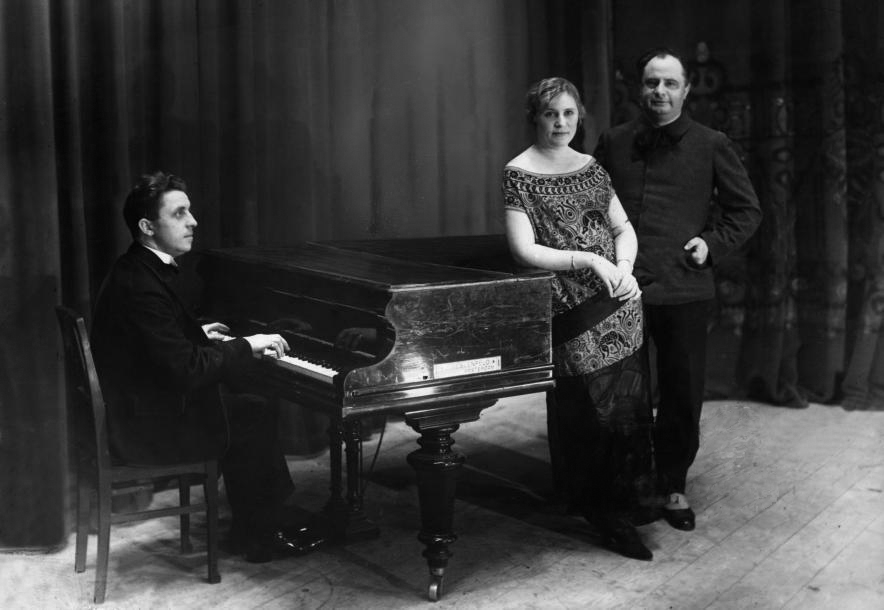
Jean-Louis Pisuisse
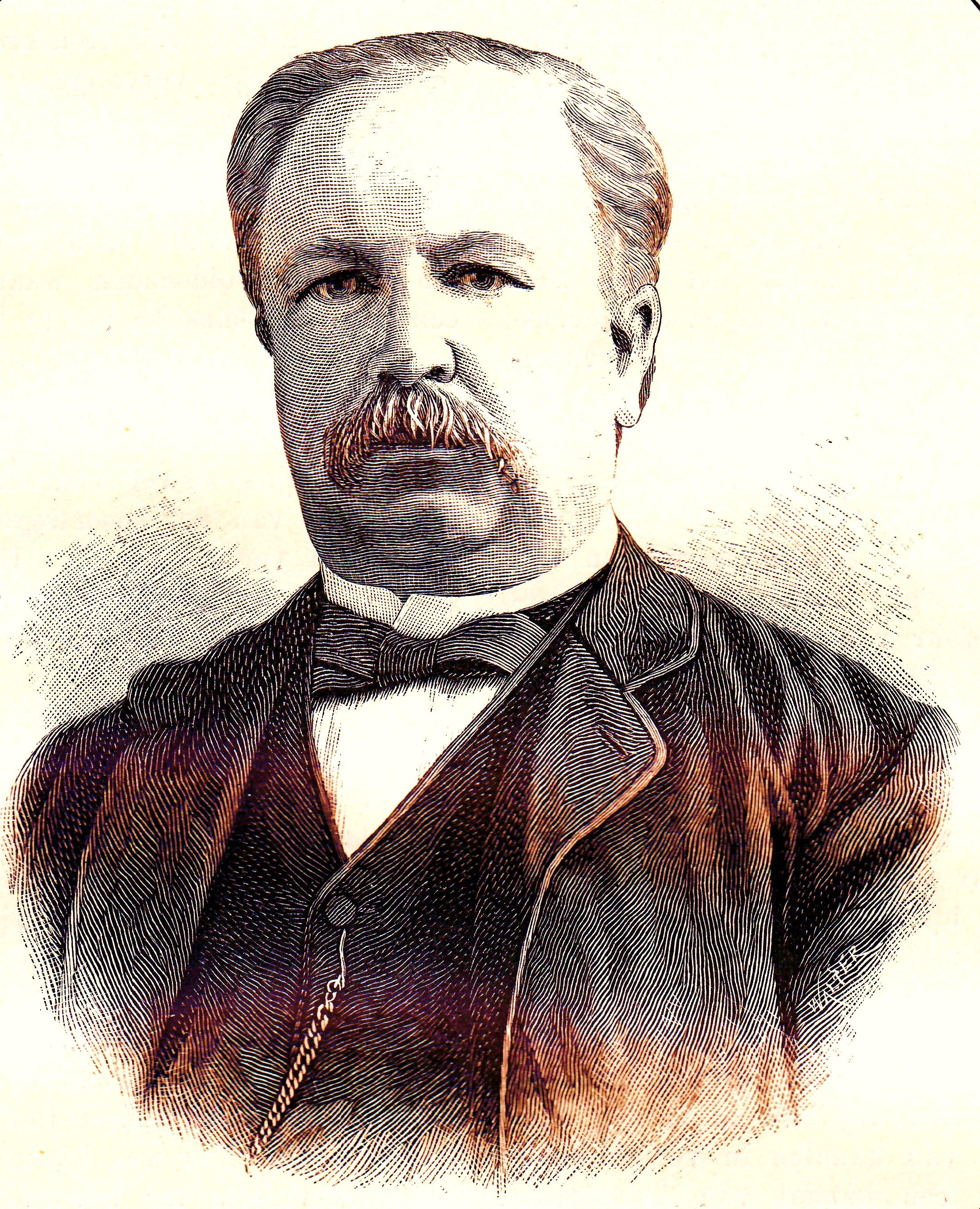
J.P.R. Tak van Poortvliet
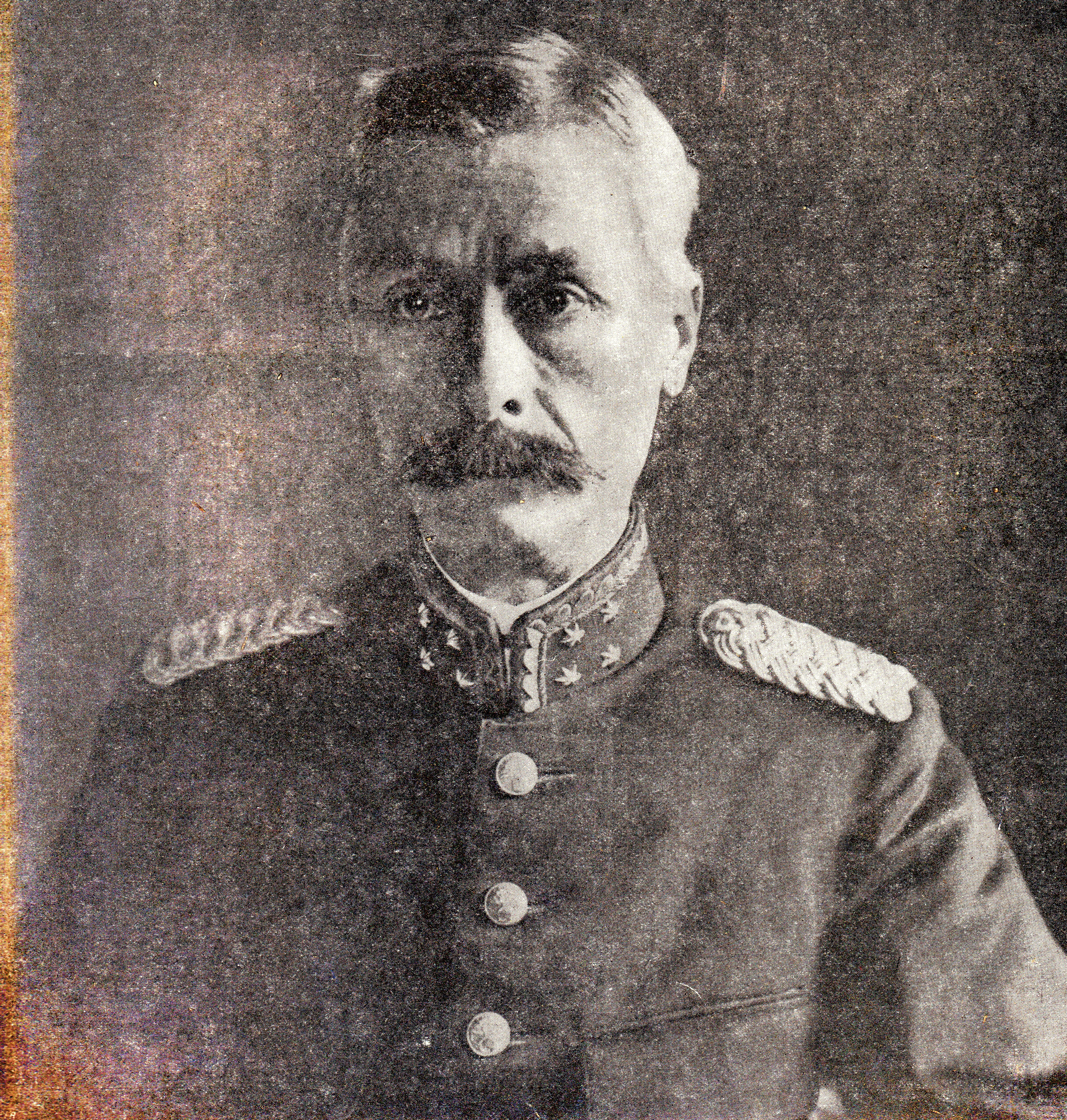
W.F. Pop

### Q
- Huibert Quispel (1841–1921), Vizeadmiral

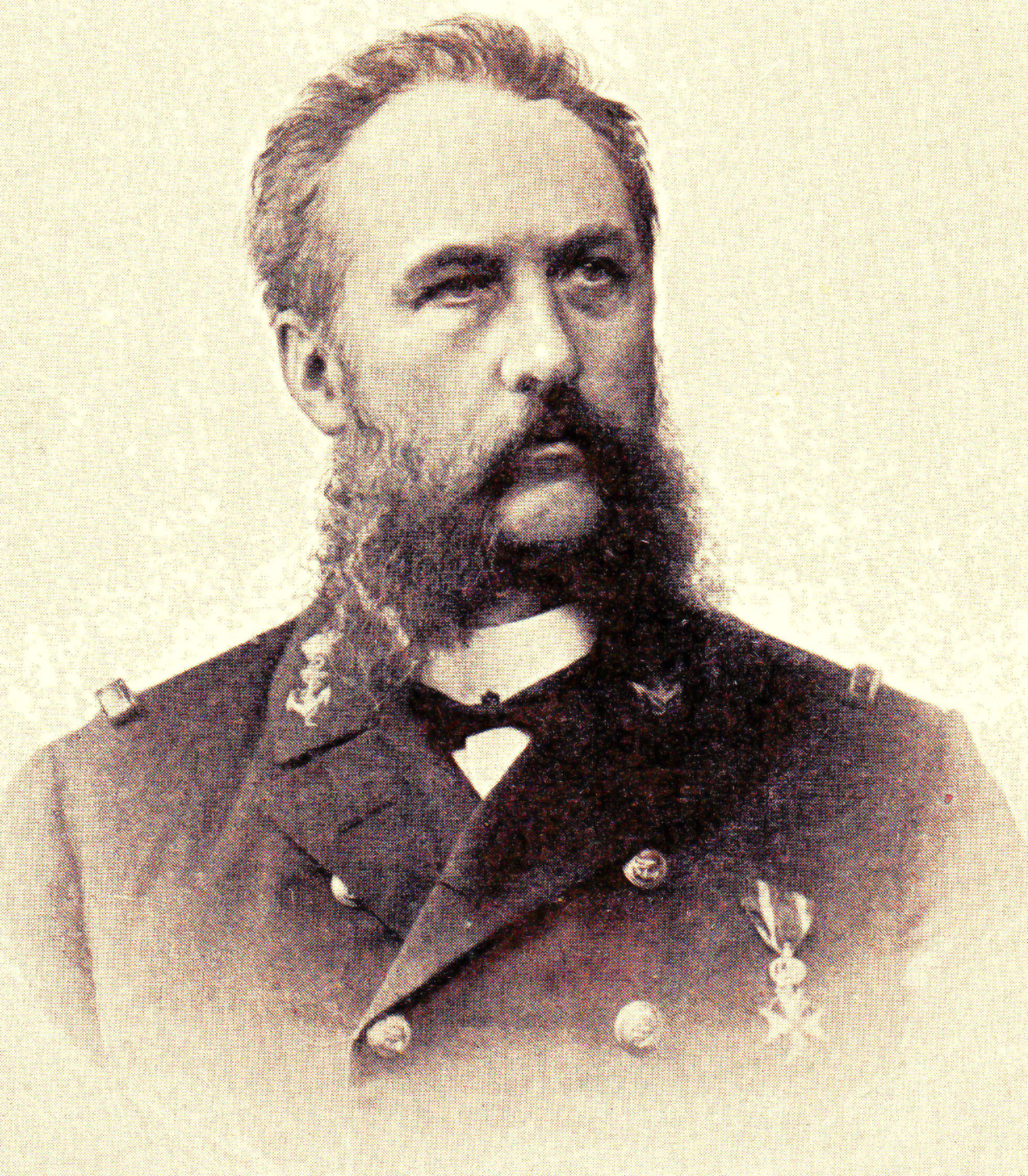
H. Quispel

### R
- Johan Hendrik Ram (1861–1913), Luftfahrtpionier
- Zeger Reyers (1789–1857), Architekt
- Paul du Rieu (1859 (?)-1901), Architekt
- Julius Constantijn Rijk (1787–1854), Vizeadmiral
- Pieter Rink (1851–1941), Politiker
- Willem Cornelis Rip (1856–1922), Maler
- Suze Robertson (1855–1922), Malerin und Ehegattin von  Richard Bisschop
- Jacob Alexander Röell (1838–1924), Militär und Politiker
- Albert Johan Roest (1837–1920), Bürgermeister von Den Haag von 1887 bis 1897

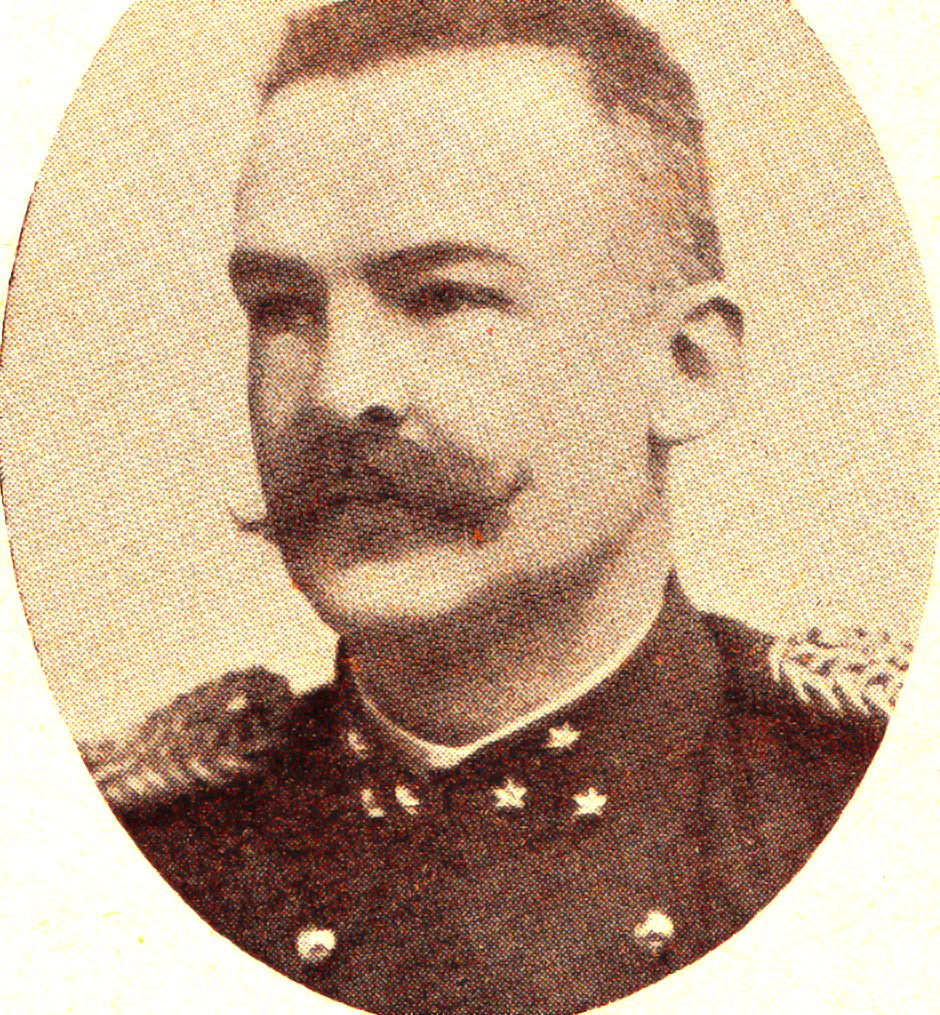
J.H. Ram
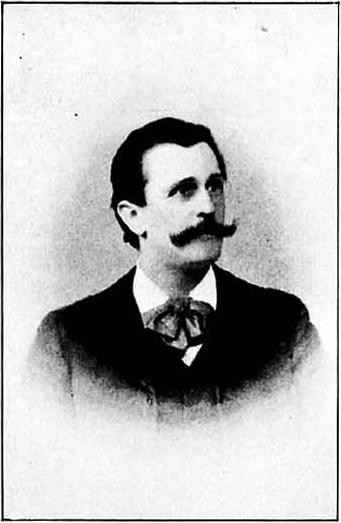
P. du Rieu
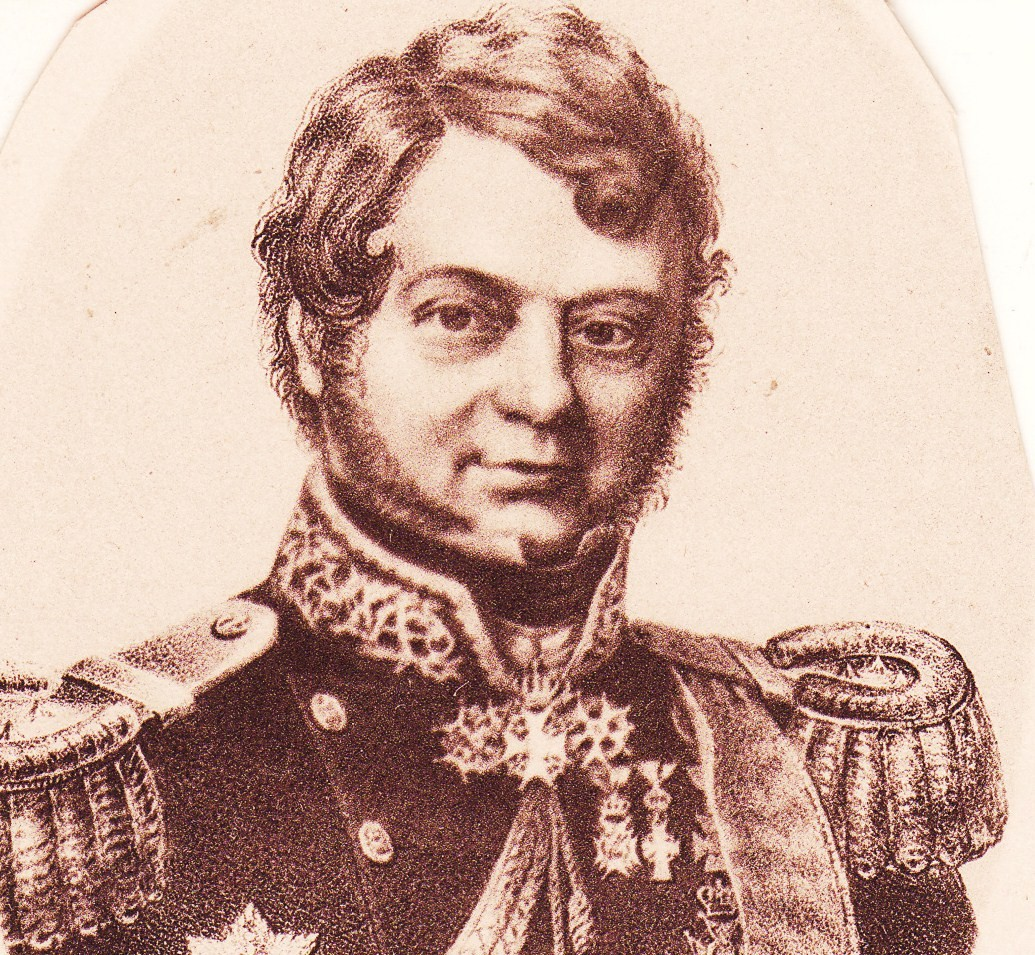
J.C. Rijk
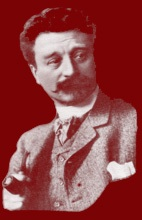
W.C. Rip
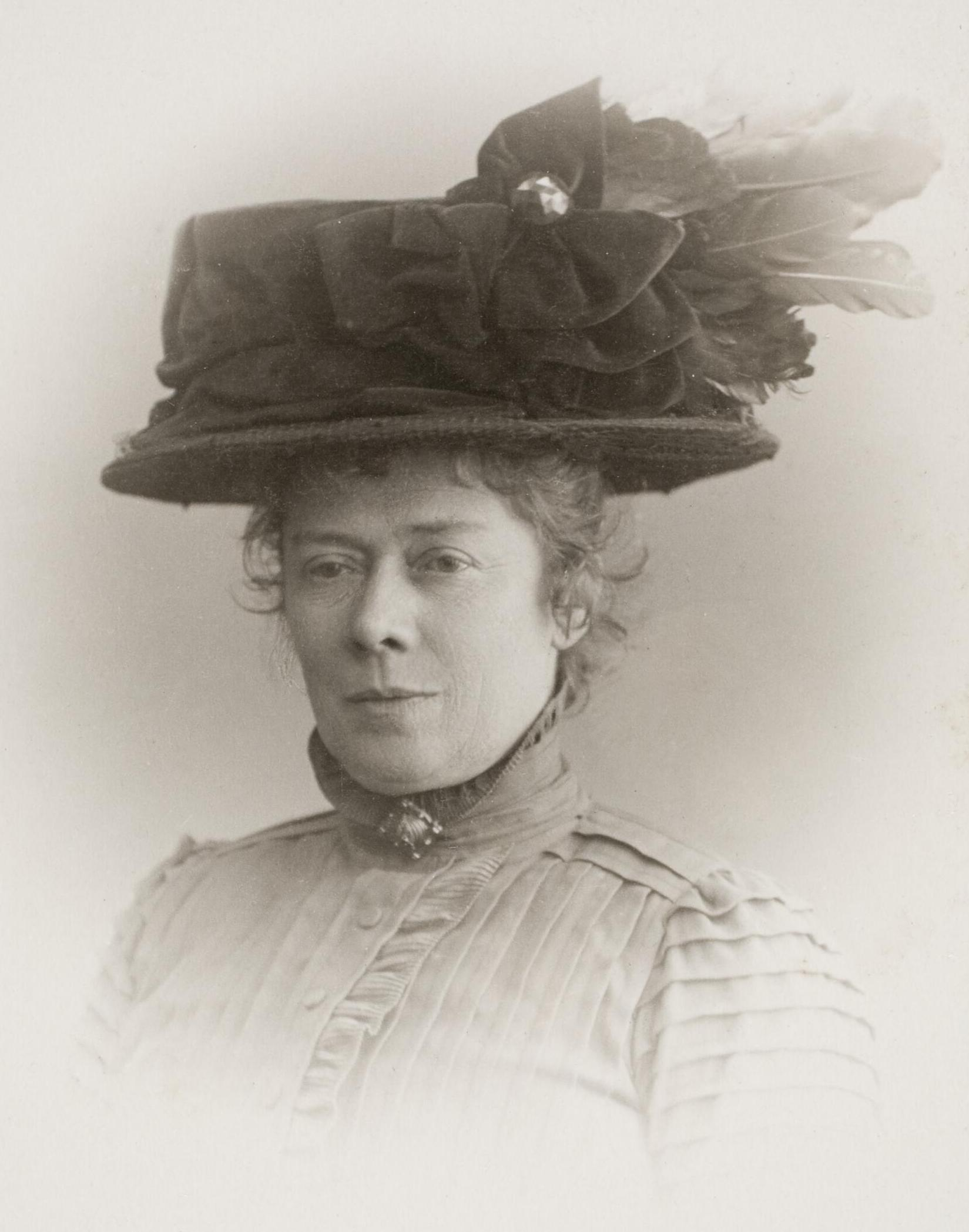
Suze Robertson
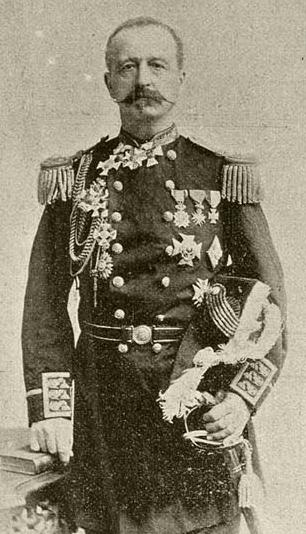
J.A. Röell

### S
- Alexander de Savornin Lohman (1837–1924), Politiker
- Catharina Anna Maria Spoor-de Savornin Lohman (1868–1930), Schriftstellerin, Journalistin und Kritikerin
- Pieter Scharroo (1883–1963), Oberst, Befehlshaber der niederländischen Truppen beim Bombardement von Rotterdam
- Andreas Schelfhout (1787–1870), Maler
- Jakob van Schevichaven (1866–1935), Krimiautor unter dem Namen Ivans
- Adriaan A. Schoevers (1891–1965), Gründer des Instituts Schoevers im Jahr 1913
- Jan Elias Nicolaas Sirtema van Grovestins (1842–1919), Generalleutnant
- Johan Cornelis Gerard De Slegte (1899–1961), Buchhändler
- Cees Slinger (1929–2007), Jazzpianist
- Cornelis Jacobus Snijders (1852–1939), Generalleutnant
- Aarnout Marinus Snouck Hurgronje (1882–1951), Politiker
- Albert Snouck Hurgronje (1903–1967), Fußballspieler
- Alfred van Sprang (1917–1960), Journalist
- Jan Springer (1850–1915), Architekt
- Kick Stokhuyzen (1930–2009), TV-Moderator
- Jacques Henri Leonard Jean Sweerts de Landas Wyborgh (1851–1912), Vizeadmiral
- Jan van Swieten (1807–1888), Kommandant Koninklijk Nederlandsch-Indisch Truppen

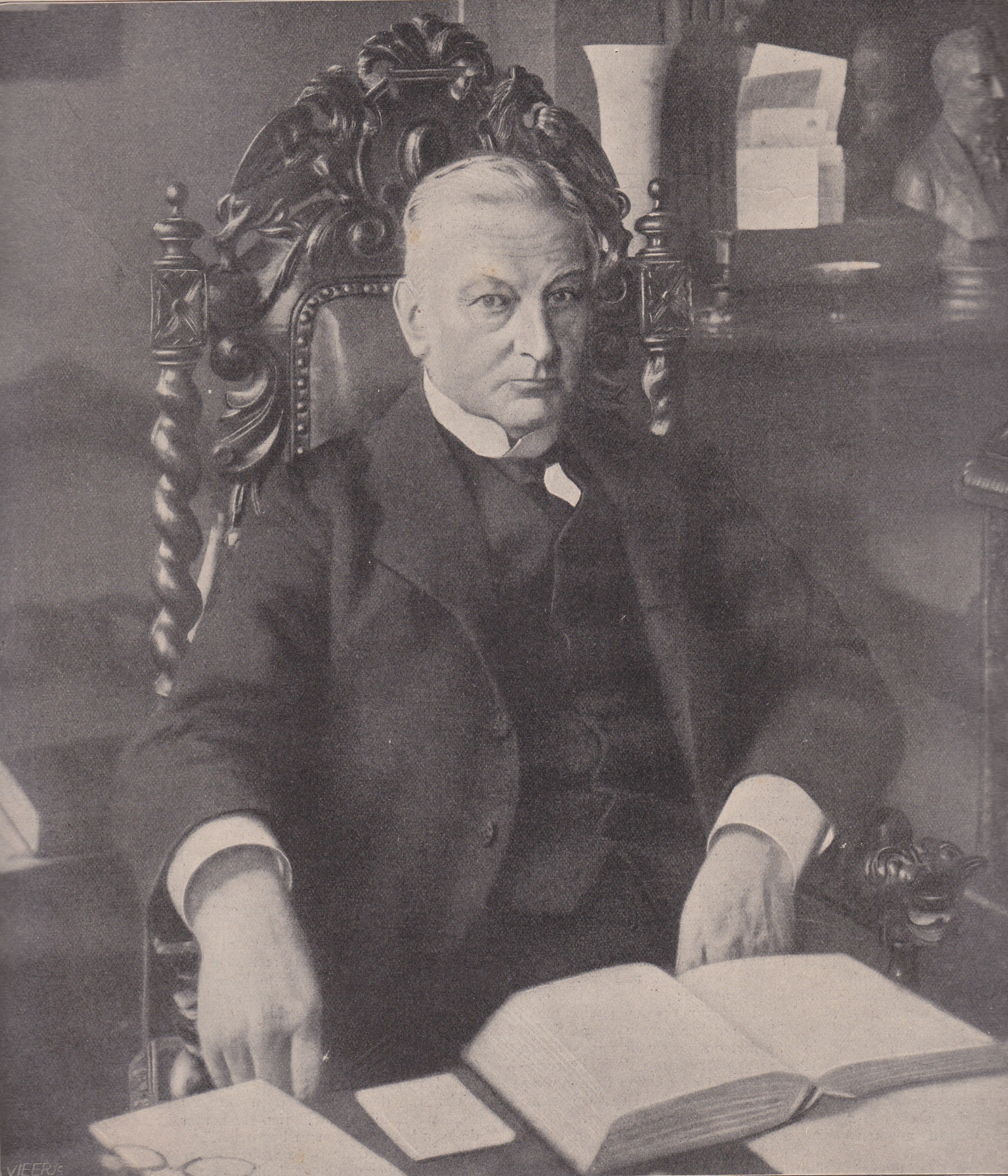
A.F. de Savornin Lohman
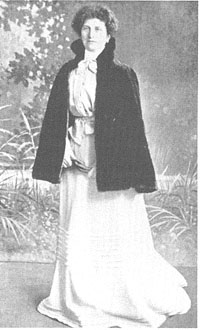
Anna de Savornin Lohman (1892)
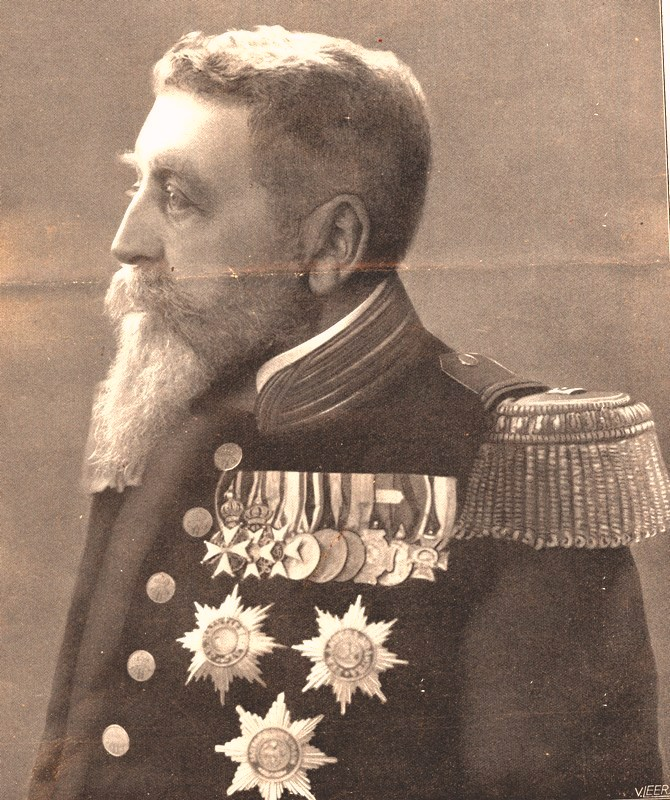
J.E.N. Sirtema van Grovestins
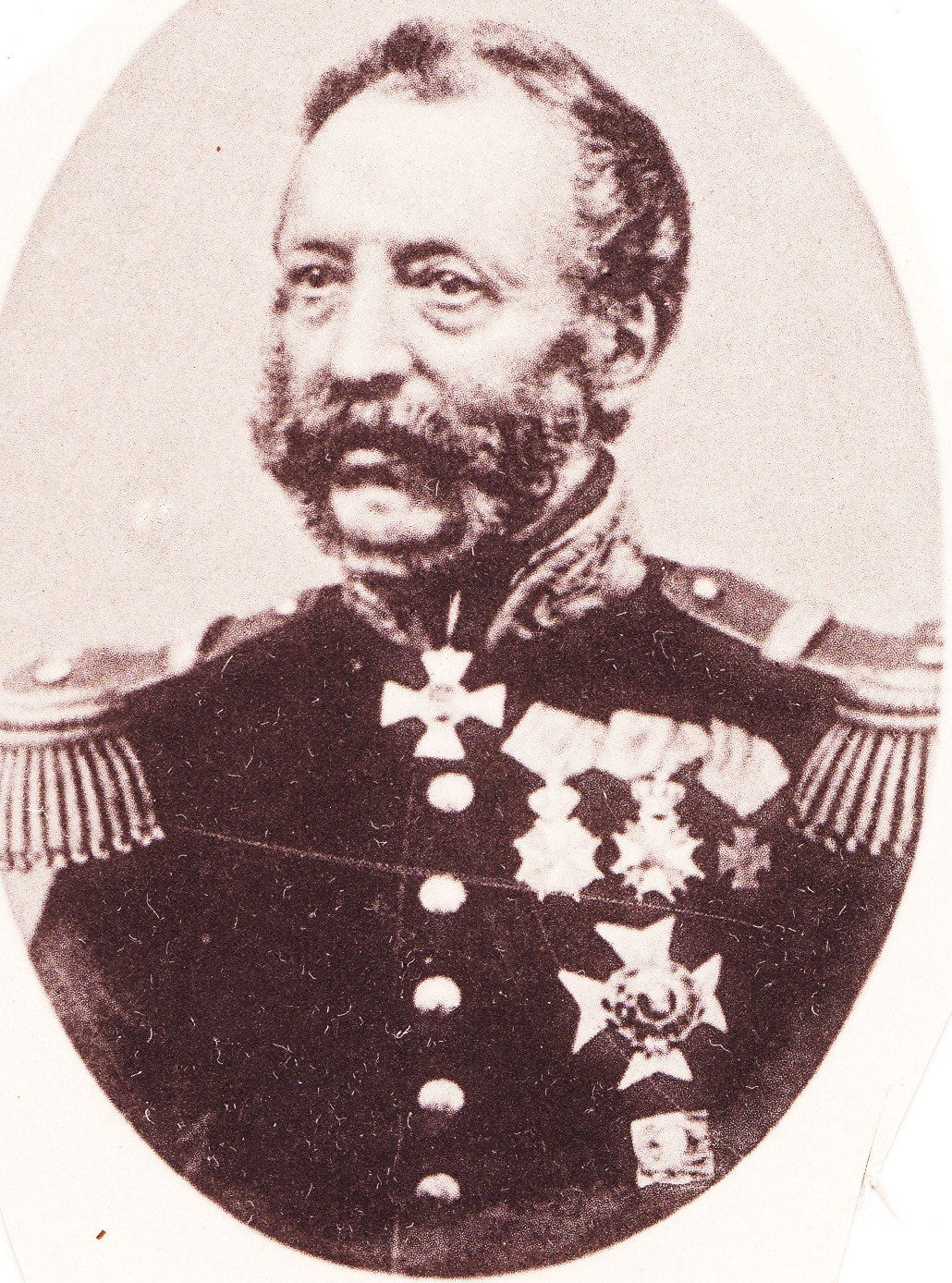
L.P.J. Snabilié
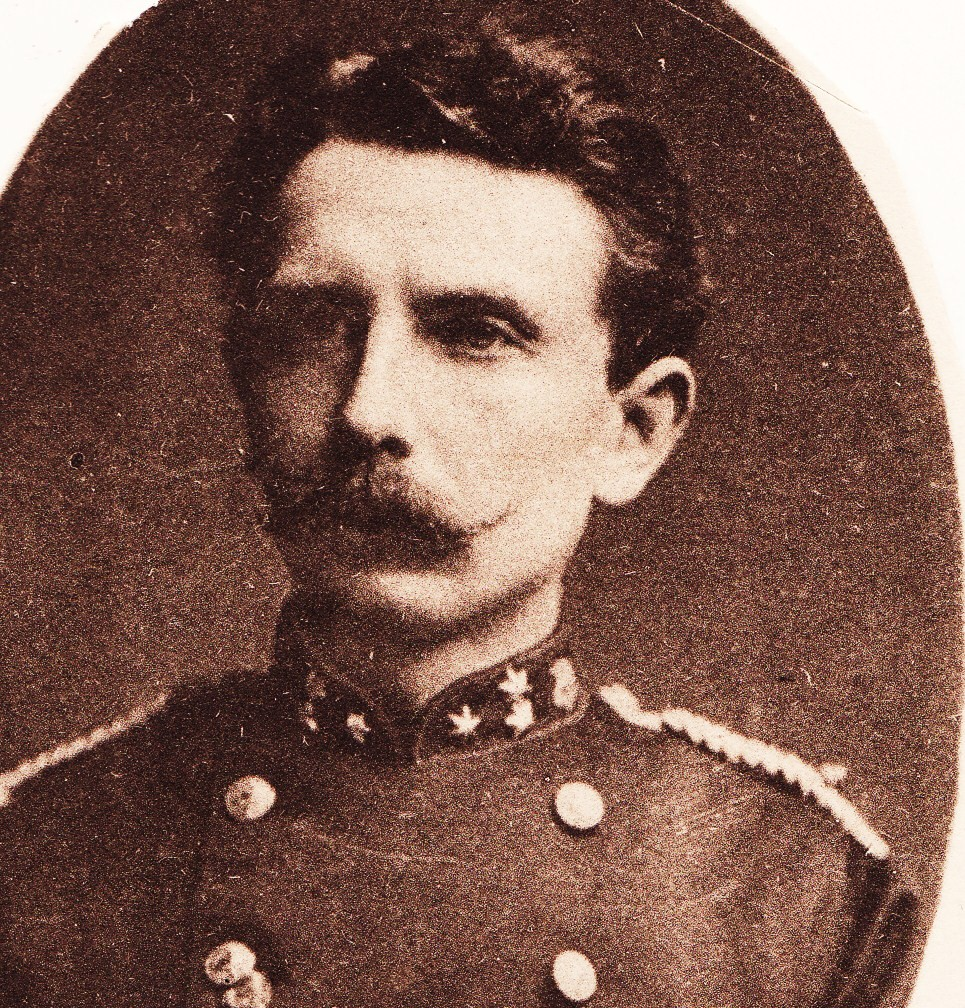
C.J. Snijders
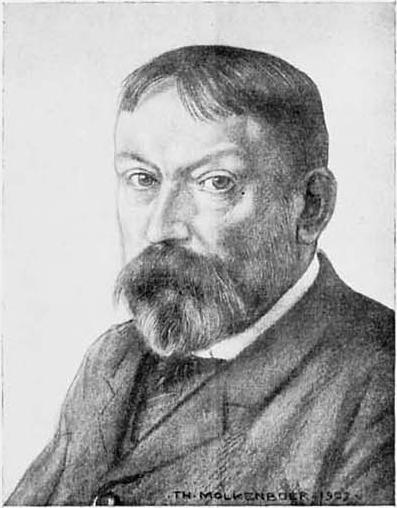
J.L. Springer
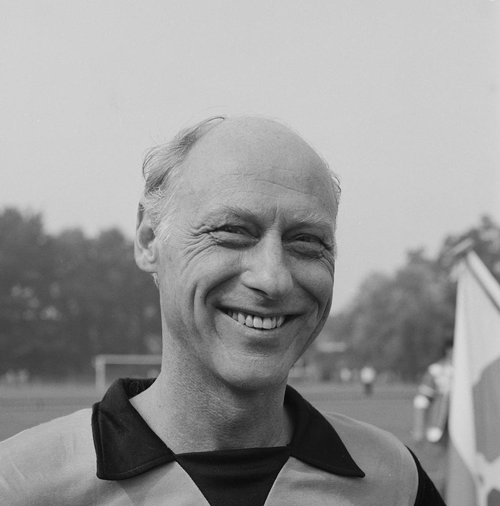
Kick Stokhuyzen
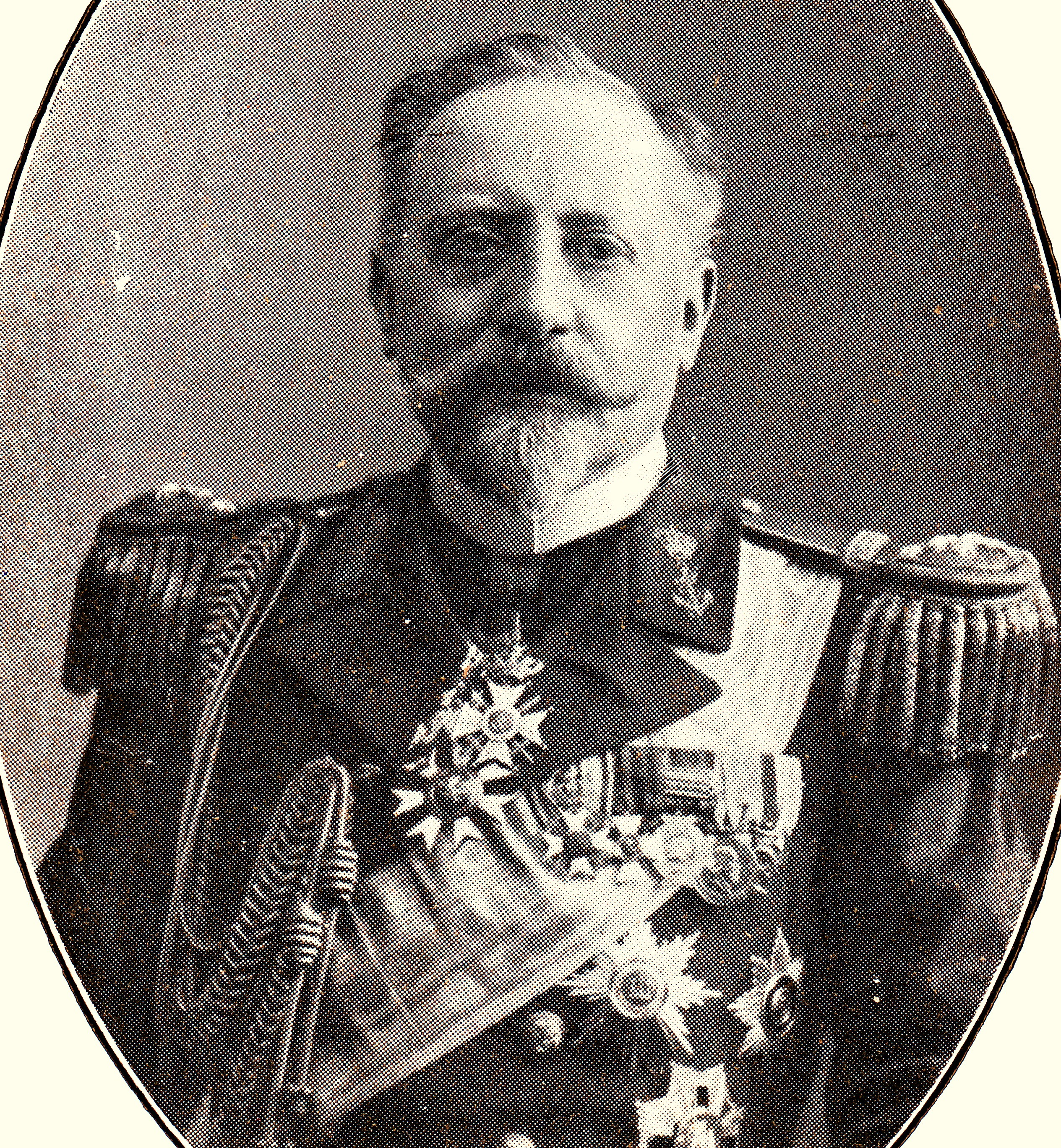
J.H.L.J. Sweerts de Landas Wyborgh
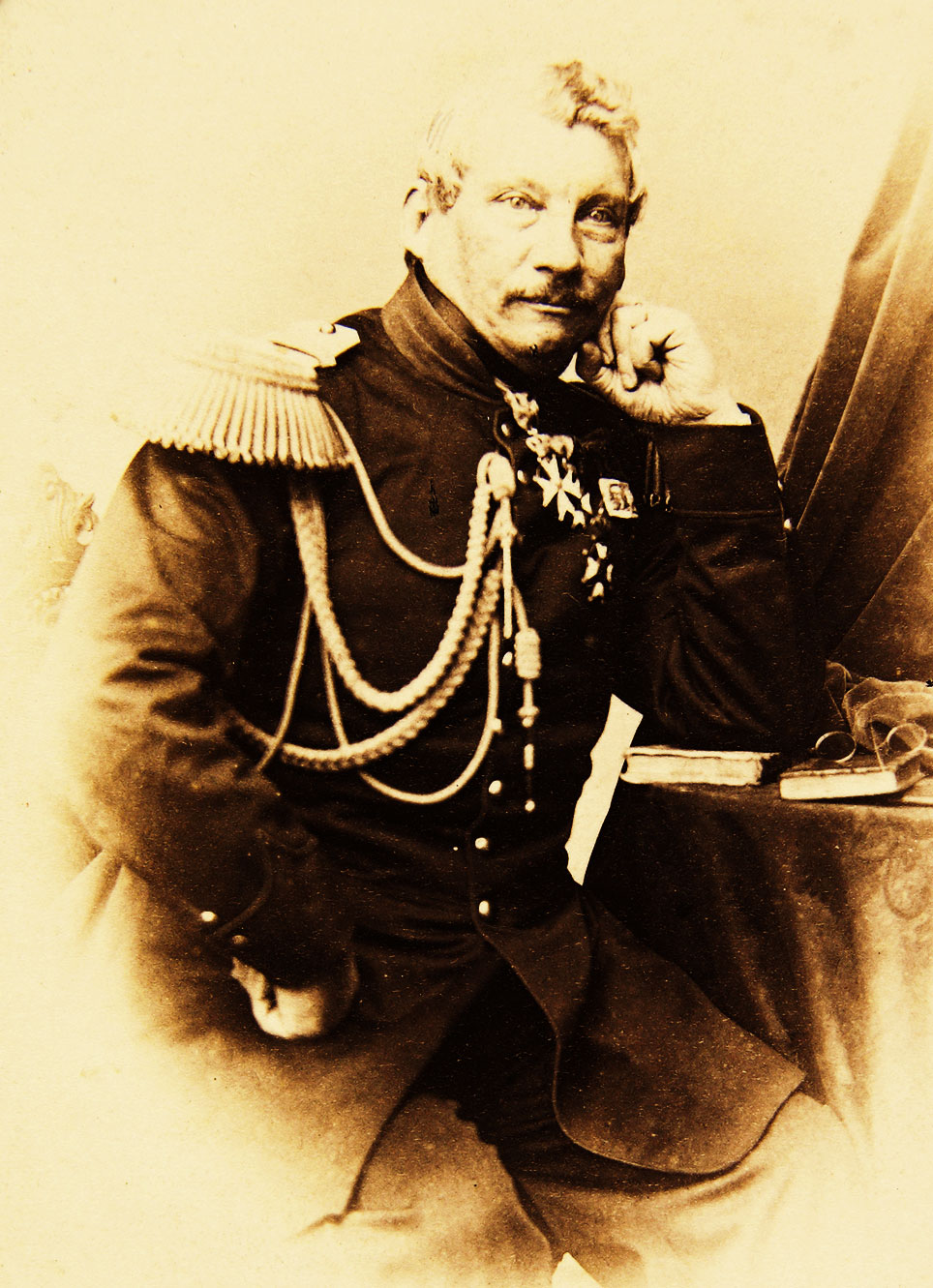
J. van Swieten

### T
- Aletta van Thol - Ruijsch (1860–1930), Malerin
- Hendrik Otto van Thol (1859–1902), Maler
- Hendrik Tilanus (1884–1966), Politiker
- Jan Tinbergen (1903–1994), Ökonom und Wissenschaftler

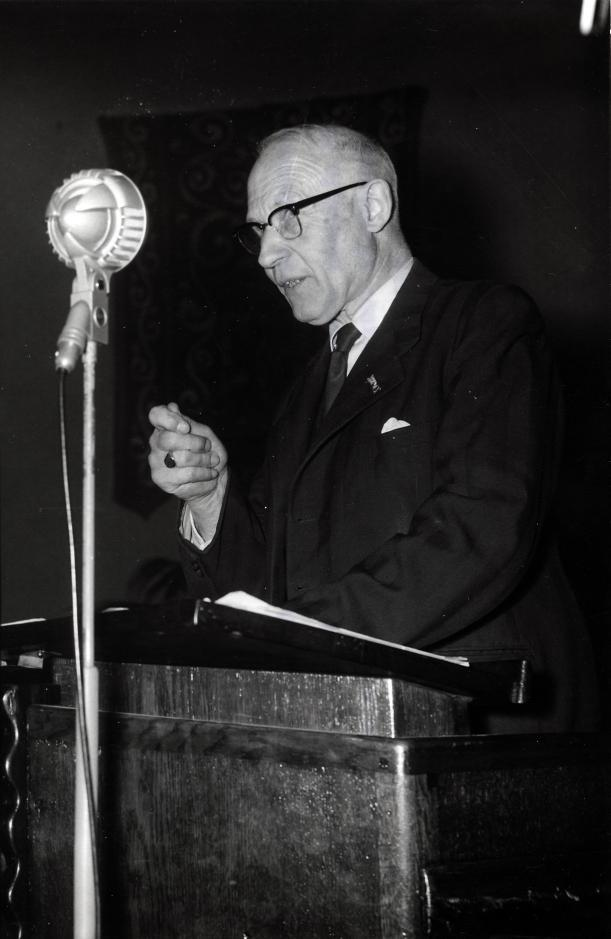
H.W. Tilanus
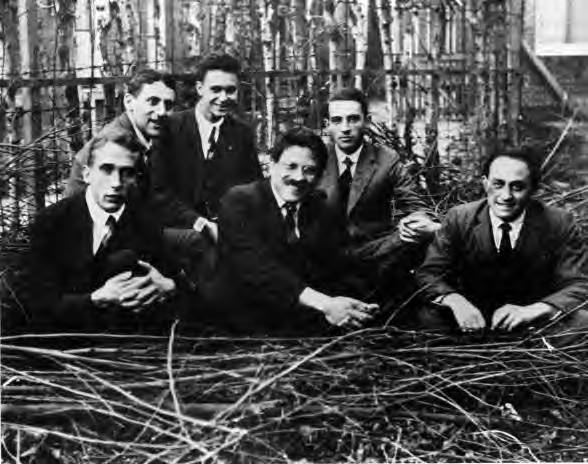
Jan Tinbergen

### V
- Koen Verhoeff (1928–1989), Sportjournalist
- Johannes Verhulst (1816–1891), Komponist und Dirigent
- Johannes Gerardus Charles Volmer (1865–1935), Dozent Betriebswirtschaftslehre
- Hugo Pieter Vogel (1833–1886), Architekt und Dozent
- J. J. Voskuil (1926–2008), Schriftsteller

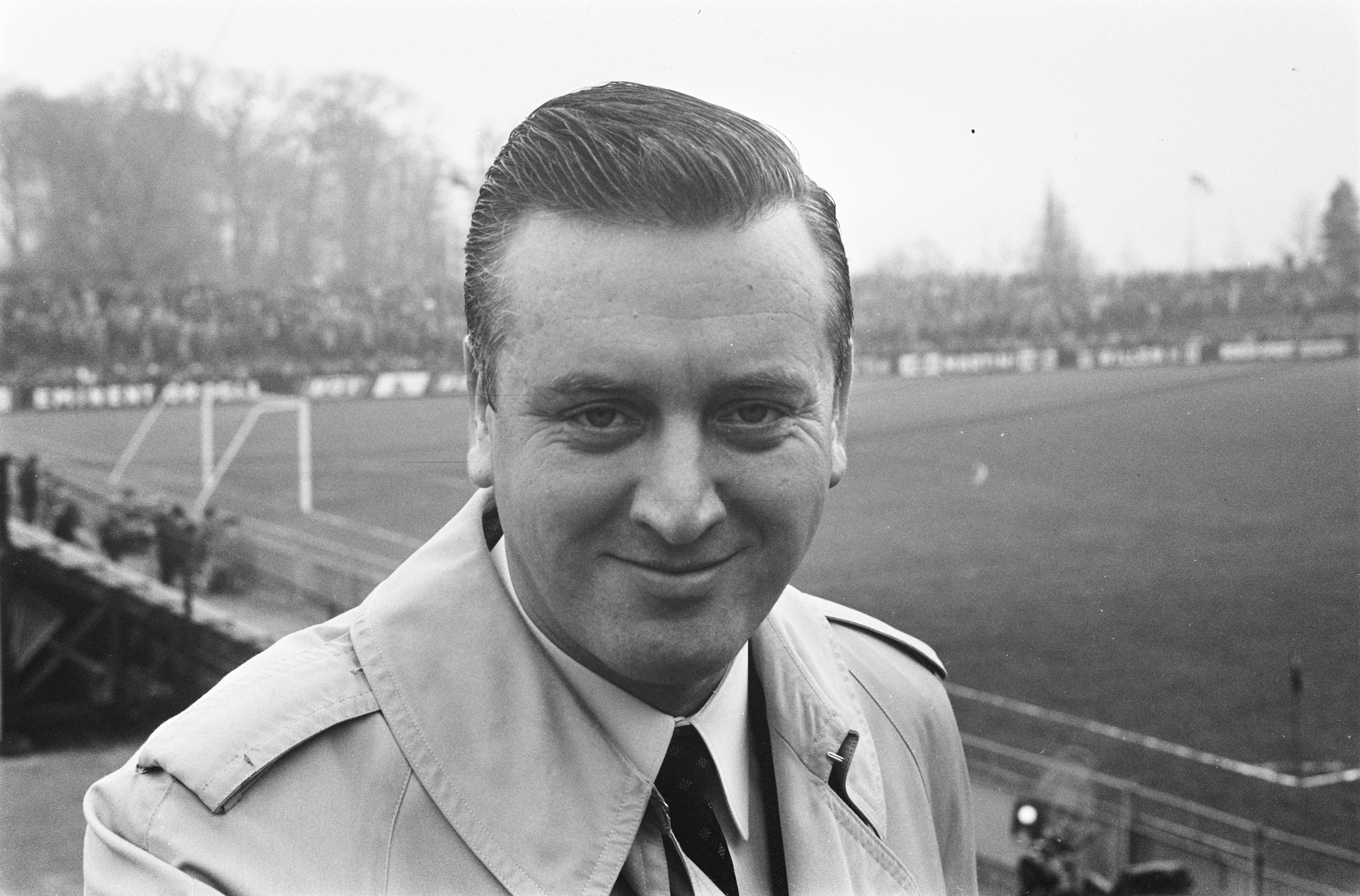
Koen Verhoeff
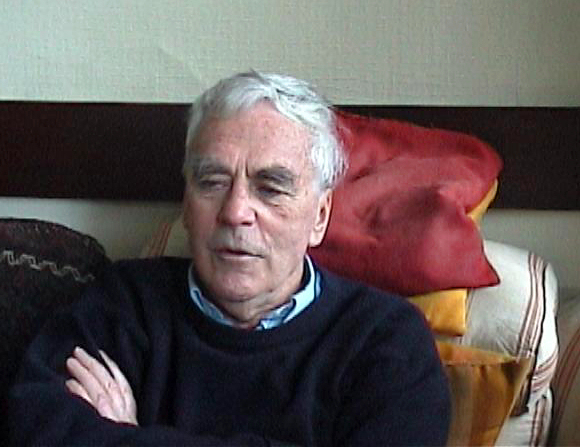
J.J. Voskuil

### W
- Johan Wagenaar (1862–1941), Komponist und Dirigent
- Davina van Wely (1922–2004), Geigerin
- Willem van Westreenen van Tiellandt (1783–1848), Gründer des Museum Meermanno

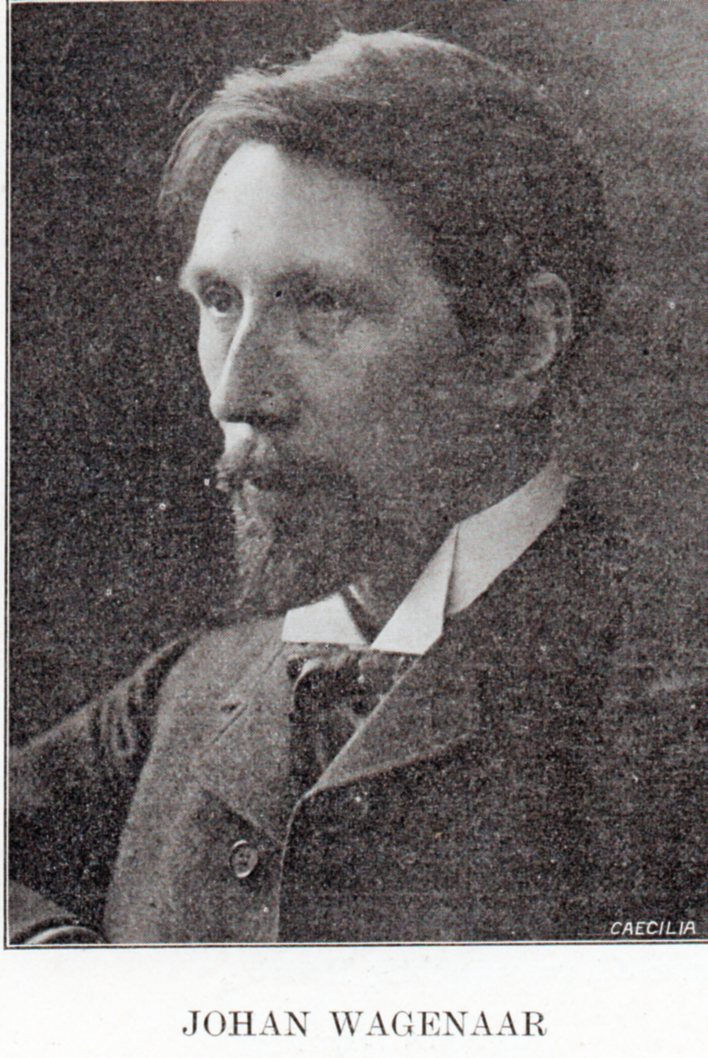
Johan Wagenaar
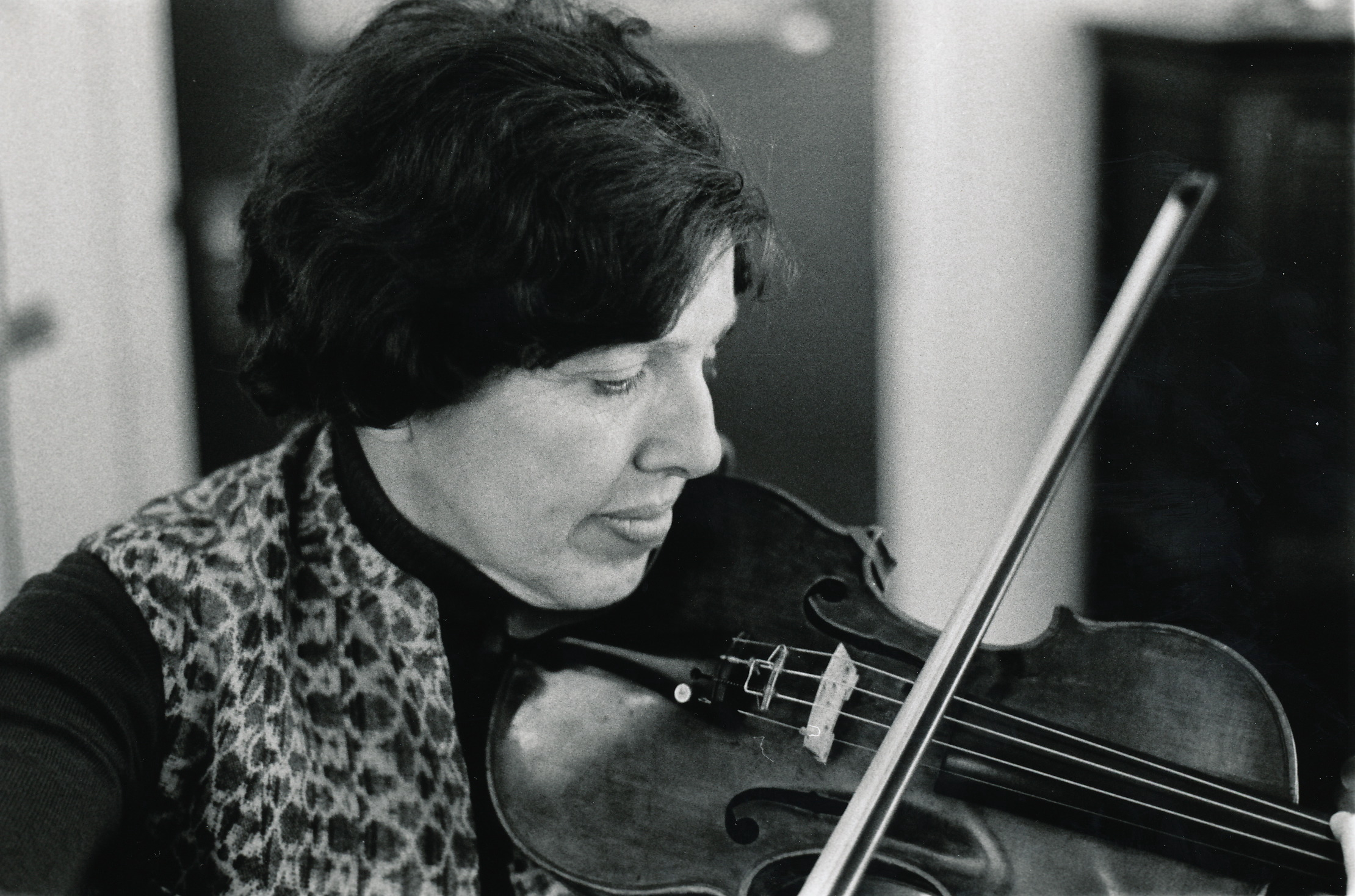
D. van Wely
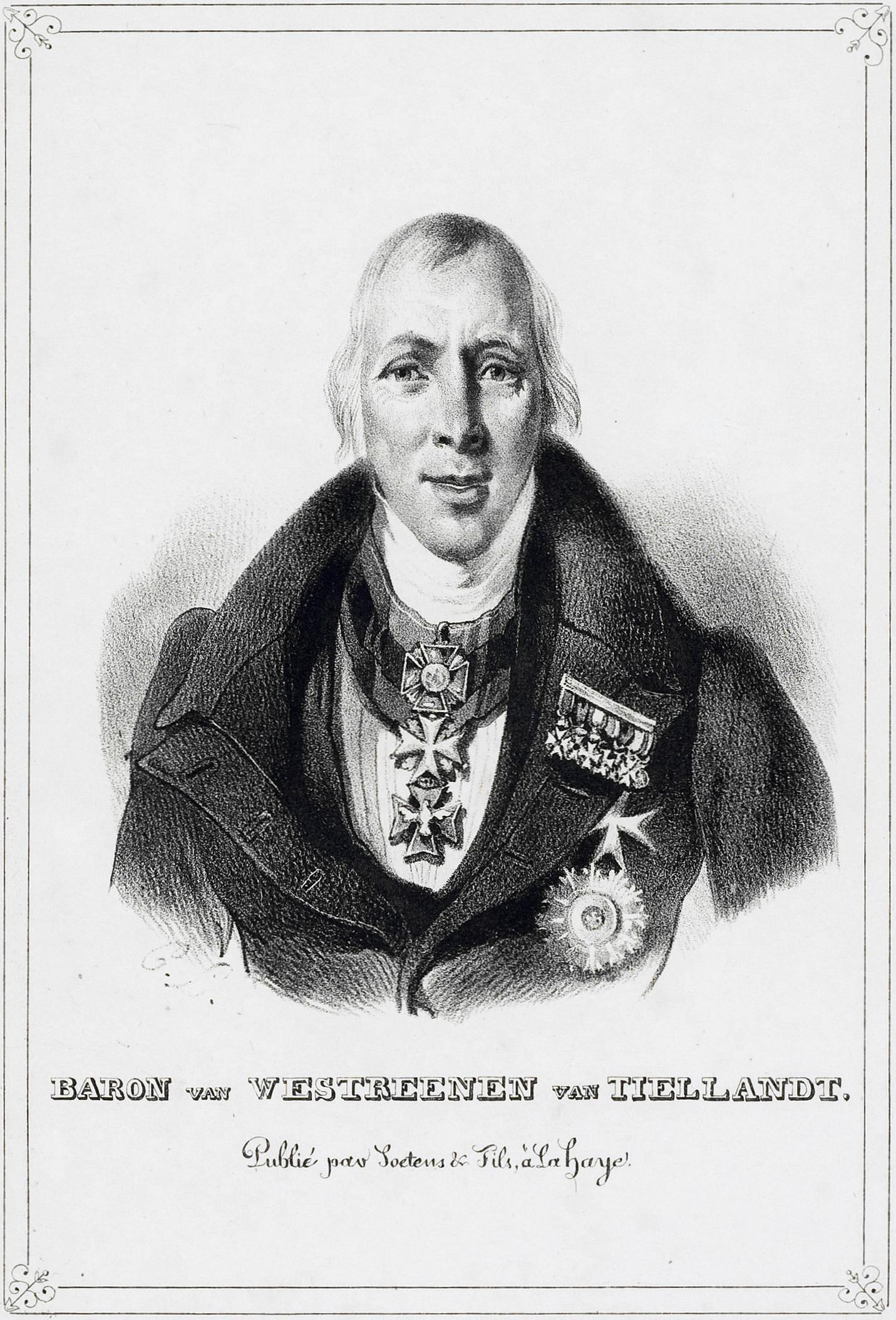
W.H.J. van Westreenen van Tiellandt

### Z
- Marie van Zeggelen (1870–1957), Schriftstellerin, Tochter von  Willem Josephus van Zeggelen
- Willem Josephus van Zeggelen (1811–1879), Dichter und Buchdrucker, Vater von Marie van Zeggelen

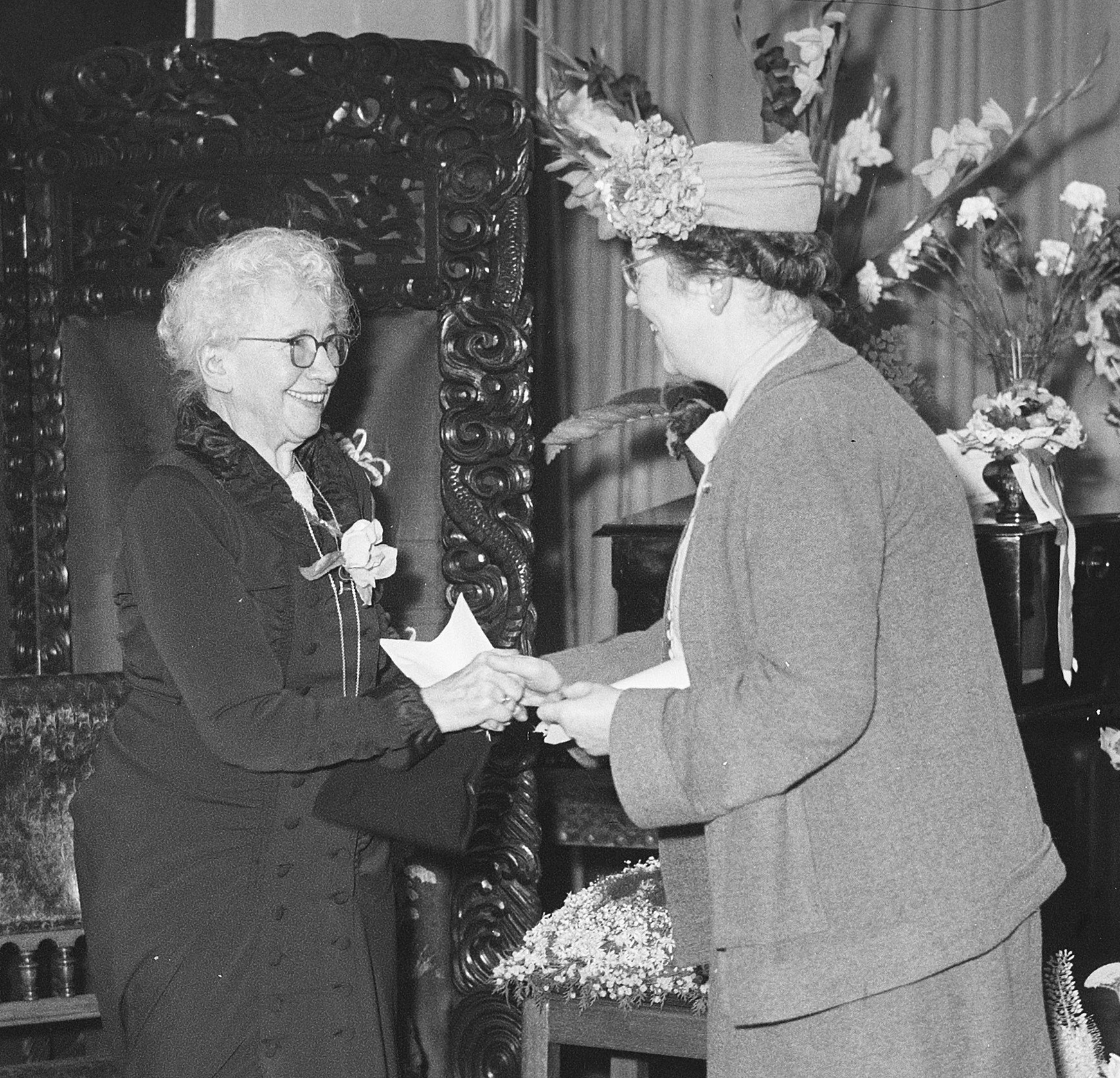
Marie C. van Zeggelen
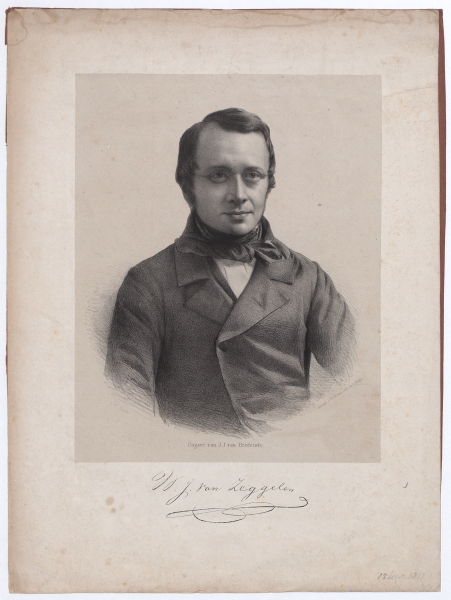
W.J. van Zeggelen